# Élections municipales de 2020 dans la Loire-Atlantique
Les élections municipales de 2020 dans la Loire-Atlantique étaient prévues les 15 et 22 mars 2020. Comme dans le reste de la France, le report du second tour est annoncé en pleine crise sanitaire liée à la propagation du coronavirus (Covid-19).
Un décret publié au JORF du 15 mai 2020 a fixé la tenue des conseils municipaux d'installation, dans les communes pourvues au premier tour, entre les 23 et 28 mai 2020 tandis que le second tour est reporté au 28 juin 2020.

## Maires sortants et maires élus
À l'exception de Sainte-Luce-sur-Loire et Thouaré-sur-Loire, la gauche échoue à récupérer les villes perdues lors du scrutin précédent à Blain, Clisson, Donges, Saint-Philbert-de-Grand-Lieu, Sucé-sur-Erdre, Trignac, Vallet et Vigneux-de-Bretagne. Elle se console en gagnant à Ancenis et surtout à Orvault. Les centristes remportent de nombreux gains, face à la gauche à Montoir-de-Bretagne, et surtout au détriment de la droite, à Guémené-Penfao, Machecoul, Saint-André-des-Eaux et Savenay. La droite se console avec la chute du PS à Bouguenais.
| Commune                                        | Population (dernière pop. légale) | Population (dernière pop. légale) | Maire sortant         | Parti | Parti | Maire élu                        | Parti | Parti |
| ---------------------------------------------- | --------------------------------- | --------------------------------- | --------------------- | ----- | ----- | -------------------------------- | ----- | ----- |
| Ancenis-Saint-Géréon                           | 11 346                            | (2022)                            | Jean-Michel Tobie     |       | LREM  | Rémy Orhon                       |       | DVG   |
| Basse-Goulaine                                 | 9 617                             | (2022)                            | Alain Vey             |       | DVD   | Alain Vey                        |       | DVD   |
| Blain                                          | 10 352                            | (2022)                            | Jean-Michel Buf       |       | DVD   | Jean-Michel Buf                  |       | DVD   |
| Bouaye                                         | 8 281                             | (2022)                            | Jacques Garreau       |       | PS    | Jacques Garreau                  |       | PS    |
| Bouguenais                                     | 20 590                            | (2022)                            | Martine Le Jeune      |       | PS    | Sandra Impériale                 |       | LR    |
| Carquefou                                      | 20 535                            | (2022)                            | Véronique Dubettier   |       | DVD   | Véronique Dubettier              |       | DVD   |
| Châteaubriant                                  | 12 231                            | (2022)                            | Alain Hunault         |       | LR    | Alain Hunault                    |       | LR    |
| Chaumes-en-Retz                                | 7 288                             | (2022)                            | Georges Leclève       |       | DVG   | Jacky Drouet                     |       | DVG   |
| Clisson                                        | 7 459                             | (2022)                            | Xavier Bonnet         |       | DVD   | Xavier Bonnet                    |       | DVD   |
| Couëron                                        | 23 541                            | (2022)                            | Carole Grelaud        |       | PS    | Carole Grelaud                   |       | PS    |
| Divatte-sur-Loire                              | 7 158                             | (2022)                            | Christelle Braud      |       | DVD   | Christelle Braud                 |       | DVD   |
| Donges                                         | 8 117                             | (2022)                            | François Cheneau      |       | DVD   | François Cheneau                 |       | DVD   |
| Grandchamp-des-Fontaines                       | 6 910                             | (2022)                            | François Ouvrard      |       | DVD   | François Ouvrard                 |       | DVD   |
| Guémené-Penfao                                 | 5 242                             | (2022)                            | Yannick Bigaud        |       | DVD   | Isabelle Barathon-Bazelle        |       | DVD   |
| Guérande                                       | 16 684                            | (2022)                            | Nicolas Criaud        |       | DVD   | Nicolas Criaud                   |       | DVD   |
| Haute-Goulaine                                 | 5 992                             | (2022)                            | Marcelle Chapeau      |       | DVD   | Fabrice Cuchot                   |       | DVD   |
| Herbignac                                      | 7 178                             | (2022)                            | Pascal Noël-Racine    |       | DVG   | Christelle Chassé                |       | DVG   |
| Héric                                          | 6 528                             | (2022)                            | Patrice Leray         |       | DIV   | Jean-Pierre Joutard              |       | DIV   |
| La Baule-Escoublac                             | 16 613                            | (2022)                            | Yves Métaireau        |       | LR    | Franck Louvrier                  |       | LR    |
| La Chapelle-sur-Erdre                          | 20 483                            | (2022)                            | Fabrice Roussel       |       | PS    | Fabrice Roussel                  |       | PS    |
| La Chevrolière                                 | 6 342                             | (2022)                            | Johann Boblin         |       | LR    | Johann Boblin                    |       | LR    |
| La Montagne                                    | 6 523                             | (2022)                            | Pierre Hay            |       | DVG   | Fabien Gracia                    |       | DVG   |
| Le Loroux-Bottereau                            | 8 595                             | (2022)                            | Paul Corbet *         |       | DVG   | Emmanuel Rivery                  |       | DVG   |
| Le Pellerin                                    | 5 335                             | (2022)                            | Patrick Gavouyère     |       | DVD   | François Brillaud de Laujardière |       | DVD   |
| Les Sorinières                                 | 9 163                             | (2022)                            | Christelle Scuotto    |       | PS    | Christelle Scuotto               |       | PS    |
| Ligné                                          | 5 593                             | (2022)                            | Maurice Perrion       |       | UDI   | Maurice Perrion                  |       | UDI   |
| Loireauxence                                   | 7 509                             | (2022)                            | Claude Gautier        |       | DVD   | Christine Blanchet               |       | SE    |
| Machecoul-Saint-Même                           | 7 665                             | (2022)                            | Didier Favreau        |       | DVD   | Laurent Robin                    |       | DVD   |
| Missillac                                      | 5 619                             | (2022)                            | Jean-Louis Mogan      |       | DVD   | Jean-Louis Mogan                 |       | DVD   |
| Montoir-de-Bretagne                            | 7 289                             | (2022)                            | Michèle Lemaître      |       | DVG   | Thierry Noguet                   |       | DVG   |
| Nantes                                         | 325 070                           | (2022)                            | Johanna Rolland       |       | PS    | Johanna Rolland                  |       | PS    |
| Nort-sur-Erdre                                 | 9 448                             | (2022)                            | Yves Dauvé            |       | PS    | Yves Dauvé                       |       | PS    |
| Orvault                                        | 28 341                            | (2022)                            | Joseph Parpaillon     |       | DVD   | Jean-Sébastien Guitton           |       | DVG   |
| Plessé                                         | 5 281                             | (2022)                            | Bernard Lebeau        |       | PS    | Aurélie Mézière                  |       | SE    |
| Pontchâteau                                    | 11 249                            | (2022)                            | Danielle Cornet       |       | DVG   | Danielle Cornet                  |       | DVG   |
| Pont-Saint-Martin                              | 6 942                             | (2022)                            | Yannick Fetiveau      |       | DVD   | Yannick Fetiveau                 |       | DVD   |
| Pornic                                         | 18 382                            | (2022)                            | Jean-Michel Brard     |       | DVD   | Jean-Michel Brard                |       | DVD   |
| Pornichet                                      | 12 530                            | (2022)                            | Jean-Claude Pelleteur |       | DVD   | Jean-Claude Pelleteur            |       | DVD   |
| Rezé                                           | 43 349                            | (2022)                            | Gérard Allard         |       | PS    | Hervé Neau                       |       | DVG   |
| Saint-André-des-Eaux                           | 6 949                             | (2022)                            | Jérôme Dholland       |       | DVD   | Catherine Lungart                |       | DVD   |
| Saint-Brevin-les-Pins                          | 14 645                            | (2022)                            | Yannick Morez         |       | DVD   | Yannick Morez                    |       | DVD   |
| Saint-Étienne-de-Montluc                       | 7 739                             | (2022)                            | Rémy Nicoleau         |       | DVD   | Rémy Nicoleau                    |       | DVD   |
| Saint-Herblain                                 | 50 561                            | (2022)                            | Bertrand Affilé       |       | PS    | Bertrand Affilé                  |       | PS    |
| Saint-Jean-de-Boiseau                          | 6 024                             | (2022)                            | Pascal Pras           |       | PS    | Pascal Pras                      |       | PS    |
| Saint-Julien-de-Concelles                      | 7 768                             | (2022)                            | Thierry Agasse        |       | DVD   | Thierry Agasse                   |       | DVD   |
| Saint-Nazaire                                  | 73 111                            | (2022)                            | David Samzun          |       | PS    | David Samzun                     |       | PS    |
| Saint-Philbert-de-Grand-Lieu                   | 9 392                             | (2022)                            | Stéphan Beaugé        |       | LR    | Stéphan Beaugé                   |       | LR    |
| Saint-Sébastien-sur-Loire                      | 28 373                            | (2022)                            | Laurent Turquois      |       | UDI   | Laurent Turquois                 |       | UDI   |
| Sainte-Luce-sur-Loire                          | 16 227                            | (2022)                            | Jean-Guy Alix         |       | DVD   | Anthony Descloziers              |       | PS    |
| Sainte-Pazanne                                 | 7 209                             | (2022)                            | Bernard Morilleau     |       | DVG   | Bernard Morilleau                |       | DVG   |
| Sautron                                        | 8 534                             | (2022)                            | Marie-Cécile Gessant  |       | DVD   | Marie-Cécile Gessant             |       | DVD   |
| Savenay                                        | 9 465                             | (2022)                            | André Klein           |       | DVD   | Michel Mezard                    |       | DVD   |
| Sucé-sur-Erdre                                 | 7 457                             | (2022)                            | Jean-Louis Roger      |       | UDI   | Jean-Louis Roger                 |       | UDI   |
| Thouaré-sur-Loire                              | 10 956                            | (2022)                            | Serge Mounier         |       | DVD   | Martine Oger                     |       | DVG   |
| Treillières                                    | 10 414                            | (2022)                            | Alain Royer           |       | DVD   | Alain Royer                      |       | DVD   |
| Trignac                                        | 8 234                             | (2022)                            | Claude Aufort         |       | PS    | Claude Aufort                    |       | PS    |
| Vallet                                         | 9 524                             | (2022)                            | Jérôme Marchais       |       | LR    | Jérôme Marchais                  |       | LR    |
| Vallons-de-l'Erdre                             | 6 625                             | (2022)                            | Jean-Yves Ploteau     |       | PS    | Jean-Yves Ploteau                |       | PS    |
| Vertou                                         | 26 048                            | (2022)                            | Rodolphe Amailland    |       | LR    | Rodolphe Amailland               |       | LR    |
| Vigneux-de-Bretagne                            | 6 633                             | (2022)                            | Joseph Bezier         |       | DVD   | Vincent Plassard                 |       | DVD   |
| * Maire sortant ne se représentant pas en 2020 |                                   |                                   |                       |       |       |                                  |       |       |

### Résultats en nombre de maires
| Partis               | Partis                               | Maires sortants | Maires élus | Évolution     |
| -------------------- | ------------------------------------ | --------------- | ----------- | ------------- |
|                      | Divers droite                        | 26              | 19          | 7             |
|                      | Les Républicains                     | 6               | 5           | 1             |
|                      | Union des démocrates et indépendants | 3               | 3           | en stagnation |
| Total droite         | Total droite                         | 35              | 27          | 8             |
|                      | Parti socialiste                     | 14              | 11          | 3             |
|                      | Divers gauche                        | 7               | 12          | 5             |
| Total gauche         | Total gauche                         | 21              | 23          | 2             |
|                      | La République en marche              | 1               | 0           | 1             |
|                      | Divers centre                        | 0               | 7           | 7             |
| Total centre         | Total centre                         | 1               | 7           | 6             |
|                      | Sans-étiquette                       | 3               | 3           | en stagnation |
| Total sans-etiquette | Total sans-etiquette                 | 3               | 3           | en stagnation |
| Total                | Total                                | 60              | 60          | -             |

## Résultats dans les communes de plus de5 000 habitants
Un arrêté de la Préfecture de la Loire-Atlantique rappelle le nombre de conseillers municipaux et communautaires à élire par commune.

### Ancenis-Saint-Géréon
- Maire sortant : Jean-Michel Tobie (LREM)
- 35 sièges à pourvoir au conseil municipal (population légale 2017 : 10 802 habitants)
- 8 sièges à pourvoir au conseil communautaire (CC du Pays d'Ancenis)

| Tête de liste            | Tête de liste            | Liste                    | Premier tour | Premier tour | Second tour | Second tour | Sièges | Sièges |
| Tête de liste            | Tête de liste            | Liste                    | Voix         | %            | Voix        | %           | CM     | CC     |
| ------------------------ | ------------------------ | ------------------------ | ------------ | ------------ | ----------- | ----------- | ------ | ------ |
|                          | Rémy Orhon               | DVG                      | 1 655        | 41,36        | 2 373       | 58,51       | 28     | 6      |
|                          | Pierre Landrain          | DVC                      | 1 607        | 40,16        | 1 683       | 41,49       | 7      | 2      |
|                          | Nathalie Poirier         | DVC                      | 739          | 18,47        |             |             |        |        |
|                          |                          |                          |              |              |             |             |        |        |
| Votes exprimés           | Votes exprimés           | Votes exprimés           | 4 001        | 97,02        | 4 056       | 97,27       |        |        |
| Votes blancs             | Votes blancs             | Votes blancs             | 36           | 0,87         | 45          | 1,08        |        |        |
| Votes nuls               | Votes nuls               | Votes nuls               | 87           | 2,11         | 69          | 1,65        |        |        |
| Total                    | Total                    | Total                    | 4 124        | 100          | 4 170       | 100         | 35     | 8      |
| Abstention               | Abstention               | Abstention               | 4 059        | 49,60        | 4 038       | 49,20       |        |        |
| Inscrits / participation | Inscrits / participation | Inscrits / participation | 8 183        | 50,40        | 8 208       | 50,8        |        |        |

### Basse-Goulaine
- Maire sortant : Alain Vey (DVD)
- 29 sièges à pourvoir au conseil municipal (population légale 2017 : 9 036 habitants)
- 1 sièges à pourvoir au conseil communautaire (Nantes Métropole)

| Tête de liste  | Tête de liste  | Liste          | Premier tour | Premier tour | Sièges | Sièges |
| Tête de liste  | Tête de liste  | Liste          | Voix         | %            | CM     | CC     |
| -------------- | -------------- | -------------- | ------------ | ------------ | ------ | ------ |
|                | Alain Vey      | DVD            | 2 462        | 78.18        | 26     | 1      |
|                | Michel Aubé    | DVG            | 687          | 21.81        | 3      | 0      |
|                |                |                |              |              |        |        |
| Inscrits       | Inscrits       | Inscrits       | 7 546        | 100,00       |        |        |
| Abstentions    | Abstentions    | Abstentions    | 4 330        | 57.38        |        |        |
| Votants        | Votants        | Votants        | 3 216        | 42.62        |        |        |
| Blancs et nuls | Blancs et nuls | Blancs et nuls | 40           | 1.24         |        |        |
| Exprimés       | Exprimés       | Exprimés       | 3 176        | 98.76        |        |        |

### Blain
- Maire sortant : Jean-Michel Buf (DVD)
- 29 sièges à pourvoir au conseil municipal (population légale 2017 : 9 793 habitants)
- 13 sièges à pourvoir au conseil communautaire (CC du Pays de Blain)

| Tête de liste            | Tête de liste            | Liste                    | Premier tour | Premier tour | Second tour | Second tour | Sièges | Sièges |
| Tête de liste            | Tête de liste            | Liste                    | Voix         | %            | Voix        | %           | CM     | CC     |
| ------------------------ | ------------------------ | ------------------------ | ------------ | ------------ | ----------- | ----------- | ------ | ------ |
|                          | Jean-Michel Buf          | DVC                      | 1 231        | 43,69        | 1 045       | 41,85       | 21     | 10     |
|                          | Rita Schladt             | DVG                      | 952          | 33,79        | 1 011       | 40,49       | 6      | 2      |
|                          | Cédrick Mormann          | DVD                      | 634          | 22,50        | 441         | 17,66       | 2      | 1      |
|                          |                          |                          |              |              |             |             |        |        |
| Votes exprimés           | Votes exprimés           | Votes exprimés           | 2 817        | 95,04        | 2 497       | 96,08       |        |        |
| Votes blancs             | Votes blancs             | Votes blancs             | 147          | 4,96         | 102         | 3,92        |        |        |
| Votes nuls               | Votes nuls               | Votes nuls               | 0            | 0,00         | 0           | 0,00        |        |        |
| Total                    | Total                    | Total                    | 2 964        | 100          | 2 599       | 100         | 29     | 13     |
| Abstention               | Abstention               | Abstention               | 4 243        | 58,87        | 4 621       | 64,00       |        |        |
| Inscrits / participation | Inscrits / participation | Inscrits / participation | 7 207        | 41,13        | 7 220       | 36,00       |        |        |

### Bouaye
- Maire sortant : Jacques Garreau (PS)
- 29 sièges à pourvoir au conseil municipal (population légale 2017 : 7 844 habitants)
- 1 sièges à pourvoir au conseil communautaire (Nantes Métropole)

| Tête de liste  | Tête de liste   | Liste          | Premier tour | Premier tour | Sièges | Sièges |
| Tête de liste  | Tête de liste   | Liste          | Voix         | %            | CM     | CC     |
| -------------- | --------------- | -------------- | ------------ | ------------ | ------ | ------ |
|                | Jacques Garreau | PS-PCF-EELV    | 1 671        | 59.36        | 23     | 1      |
|                | Sophie Pavageau | DVD            | 1 144        | 40.63        | 6      | 0      |
|                |                 |                |              |              |        |        |
| Inscrits       | Inscrits        | Inscrits       | 5 959        | 100,00       |        |        |
| Abstentions    | Abstentions     | Abstentions    | 3 043        | 51.07        |        |        |
| Votants        | Votants         | Votants        | 2 916        | 48.93        |        |        |
| Blancs et nuls | Blancs et nuls  | Blancs et nuls | 55           | 1.89         |        |        |
| Exprimés       | Exprimés        | Exprimés       | 2 861        | 98.11        |        |        |

### Bouguenais
- Maire sortant : Martine Le Jeune (PS)
- 33 sièges à pourvoir au conseil municipal (population légale 2017 : 19 331 habitants)
- 2 sièges à pourvoir au conseil communautaire (Nantes Métropole)

| Tête de liste            | Tête de liste            | Liste                    | Premier tour | Premier tour | Second tour | Second tour | Sièges | Sièges |
| Tête de liste            | Tête de liste            | Liste                    | Voix         | %            | Voix        | %           | CM     | CC     |
| ------------------------ | ------------------------ | ------------------------ | ------------ | ------------ | ----------- | ----------- | ------ | ------ |
|                          | Sandra Imperiale         | DVC                      | 2 128        | 41,78        | 2 814       | 52,93       | 25     | 2      |
|                          | Gauthier Lorthiois       | UG                       | 1 135        | 22,28        | 2 502       | 47,07       | 8      | 0      |
|                          | Agnès Bellorgey          | DVG                      | 1 064        | 20,89        |             |             |        |        |
|                          | Joël Castex              | EELV                     | 766          | 15,04        |             |             |        |        |
|                          |                          |                          |              |              |             |             |        |        |
| Votes exprimés           | Votes exprimés           | Votes exprimés           | 5 093        | 96,55        | 5 316       | 36,93       |        |        |
| Votes blancs             | Votes blancs             | Votes blancs             | 71           | 1,35         | 97          | 1,77        |        |        |
| Votes nuls               | Votes nuls               | Votes nuls               | 111          | 2,10         | 69          | 1,26        |        |        |
| Total                    | Total                    | Total                    | 5 275        | 100          | 5 482       | 100         | 33     | 2      |
| Abstention               | Abstention               | Abstention               | 9 089        | 63,28        | 8 913       | 61,92       |        |        |
| Inscrits / participation | Inscrits / participation | Inscrits / participation | 14 364       | 36,72        | 14 395      | 38,08       |        |        |

### Carquefou
- Maire sortant : Véronique Dubettier-Grenier (DVD)
- 33 sièges à pourvoir au conseil municipal (population légale 2017 : 19 805 habitants)
- 3 sièges à pourvoir au conseil communautaire (Nantes Métropole)

|                          | Véronique Dubettier-Grenier | DVD                      | 3 079  | 54,30 | 26 | 3 |  |  |
|                          | Jacques Perrochat           | DVC                      | 1 520  | 26,80 | 4  | 0 |  |  |
|                          | Raymond Gadé                | UG                       | 716    | 12,62 | 2  | 0 |  |  |
|                          | Karine Bonfils              | DVD                      | 355    | 6,26  | 1  | 0 |  |  |
|                          |                             |                          |        |       |    |   |  |  |
| Votes exprimés           | Votes exprimés              | Votes exprimés           | 5 670  | 98,16 |    |   |  |  |
| Votes blancs             | Votes blancs                | Votes blancs             | 36     | 0,62  |    |   |  |  |
| Votes nuls               | Votes nuls                  | Votes nuls               | 70     | 1,21  |    |   |  |  |
| Total                    | Total                       | Total                    | 5 776  | 100   | 33 | 3 |  |  |
| Abstention               | Abstention                  | Abstention               | 9 387  | 61,91 |    |   |  |  |
| Inscrits / participation | Inscrits / participation    | Inscrits / participation | 15 163 | 38,09 |    |   |  |  |

### Châteaubriant
- Maire sortant : Alain Hunault (LR)
- 33 sièges à pourvoir au conseil municipal (population légale 2017 : 11 974 habitants)
- 12 sièges à pourvoir au conseil communautaire (CC Châteaubriant-Derval)

| Tête de liste  | Tête de liste            | Liste          | Premier tour | Premier tour | Sièges | Sièges |
| Tête de liste  | Tête de liste            | Liste          | Voix         | %            | CM     | CC     |
| -------------- | ------------------------ | -------------- | ------------ | ------------ | ------ | ------ |
|                | Alain Hunault            | DVD            | 2 361        | 61.71        | 27     | 10     |
|                | Bernard Gaudin           | DVG            | 884          | 23.09        | 4      | 1      |
|                | François-Xavier Le Hécho | DVC            | 581          | 15.18        | 2      | 1      |
|                |                          |                |              |              |        |        |
| Inscrits       | Inscrits                 | Inscrits       | 8 903        | 100,00       |        |        |
| Abstentions    | Abstentions              | Abstentions    | 4 926        | 55.33        |        |        |
| Votants        | Votants                  | Votants        | 3 977        | 44.67        |        |        |
| Blancs et nuls | Blancs et nuls           | Blancs et nuls | 48           | 1.21         |        |        |
| Exprimés       | Exprimés                 | Exprimés       | 3 929        | 98.79        |        |        |

### Chaumes-en-Retz
- Maire sortant : Georges Leclève (DVG)
- 33 sièges à pourvoir au conseil municipal (population légale 2017 : 6 759 habitants)
- 5 sièges à pourvoir au conseil communautaire (CA Pornic Agglo Pays de Retz)

| Tête de liste  | Tête de liste   | Liste          | Premier tour | Premier tour | Sièges | Sièges |
| Tête de liste  | Tête de liste   | Liste          | Voix         | %            | CM     | CC     |
| -------------- | --------------- | -------------- | ------------ | ------------ | ------ | ------ |
|                | Jacky Drouet    | DVG            | 1 158        | 51.97        | 25     | 4      |
|                | Georges Leclève | DVG            | 1 070        | 48.02        | 8      | 1      |
|                |                 |                |              |              |        |        |
| Inscrits       | Inscrits        | Inscrits       | 4 944        | 100,00       |        |        |
| Abstentions    | Abstentions     | Abstentions    | 2 632        | 53.24        |        |        |
| Votants        | Votants         | Votants        | 2 312        | 46.76        |        |        |
| Blancs et nuls | Blancs et nuls  | Blancs et nuls | 32           | 1.38         |        |        |
| Exprimés       | Exprimés        | Exprimés       | 2 280        | 98.62        |        |        |

### Clisson
- Maire sortant : Xavier Bonnet (DVD)
- 29 sièges à pourvoir au conseil municipal (population légale 2017 : 7 187 habitants)
- 6 sièges à pourvoir au conseil communautaire (CA Clisson Sèvre et Maine Agglo)

| Tête de liste            | Tête de liste            | Liste                    | Premier tour | Premier tour | Second tour | Second tour | Sièges | Sièges |
| Tête de liste            | Tête de liste            | Liste                    | Voix         | %            | Voix        | %           | CM     | CC     |
| ------------------------ | ------------------------ | ------------------------ | ------------ | ------------ | ----------- | ----------- | ------ | ------ |
|                          | Xavier Bonnet            | DVD                      | 1 152        | 41,83        | 1 557       | 49,74       | 22     | 5      |
|                          | Franck Nicolon           | DVG                      | 1 267        | 46,00        | 1 412       | 45,11       | 7      | 1      |
|                          | Richard Bellier          | DVC                      | 335          | 12,16        | 161         | 5,14        | 0      | 0      |
|                          |                          |                          |              |              |             |             |        |        |
| Votes exprimés           | Votes exprimés           | Votes exprimés           | 2 754        | 97,42        | 3 130       | 97,87       |        |        |
| Votes blancs             | Votes blancs             | Votes blancs             | 26           | 0,92         | 28          | 0,88        |        |        |
| Votes nuls               | Votes nuls               | Votes nuls               | 47           | 1,66         | 40          | 1,25        |        |        |
| Total                    | Total                    | Total                    | 2 827        | 100          | 3 198       | 100         | 29     | 6      |
| Abstention               | Abstention               | Abstention               | 2 627        | 48,17        | 2 268       | 41,49       |        |        |
| Inscrits / participation | Inscrits / participation | Inscrits / participation | 5 454        | 51,83        | 5 466       | 58,51       |        |        |

### Couëron
- Maire sortant : Carole Grelaud (PS)
- 35 sièges à pourvoir au conseil municipal (population légale 2017 : 21 372 habitants)
- 3 sièges à pourvoir au conseil communautaire (Nantes Métropole)

| Tête de liste            | Tête de liste            | Liste                    | Premier tour | Premier tour | Second tour | Second tour | Sièges | Sièges |
| Tête de liste            | Tête de liste            | Liste                    | Voix         | %            | Voix        | %           | CM     | CC     |
| ------------------------ | ------------------------ | ------------------------ | ------------ | ------------ | ----------- | ----------- | ------ | ------ |
|                          | Carole Grelaud           | UG                       | 2 916        | 49,96        | 2 710       | 53,25       | 28     | 3      |
|                          | François Fedini          | DVC                      | 1 654        | 28,34        | 1 325       | 26,04       | 4      | 0      |
|                          | Frédéric Boudan          | DVG                      | 1 266        | 21,69        | 1 054       | 20,71       | 3      | 0      |
|                          |                          |                          |              |              |             |             |        |        |
| Votes exprimés           | Votes exprimés           | Votes exprimés           | 5 836        | 96,67        | 5 089       | 30,92       |        |        |
| Votes blancs             | Votes blancs             | Votes blancs             | 201          | 3,83         | 161         | 3,07        |        |        |
| Votes nuls               | Votes nuls               | Votes nuls               | 0            | 0,00         | 0           | 0,00        |        |        |
| Total                    | Total                    | Total                    | 6 037        | 100          | 5 250       | 100         | 35     | 3      |
| Abstention               | Abstention               | Abstention               | 10 386       | 63,24        | 11 207      | 68;10       |        |        |
| Inscrits / participation | Inscrits / participation | Inscrits / participation | 16 423       | 36,76        | 16 457      | 31,90       |        |        |

### Divatte-sur-Loire
- Maire sortant : Christelle Braud (DVD)
- 33 sièges à pourvoir au conseil municipal (population légale 2017 : 6 844 habitants)
- 6 sièges à pourvoir au conseil communautaire (CC Sèvre et Loire)

| Tête de liste  | Tête de liste    | Liste          | Premier tour | Premier tour | Sièges | Sièges |
| Tête de liste  | Tête de liste    | Liste          | Voix         | %            | CM     | CC     |
| -------------- | ---------------- | -------------- | ------------ | ------------ | ------ | ------ |
|                | Christelle Braud | DVD            | 1 217        | 100          | 33     | 6      |
|                |                  |                |              |              |        |        |
| Inscrits       | Inscrits         | Inscrits       | 5 314        | 100,00       |        |        |
| Abstentions    | Abstentions      | Abstentions    | 3 921        | 73.79        |        |        |
| Votants        | Votants          | Votants        | 1 393        | 26.21        |        |        |
| Blancs et nuls | Blancs et nuls   | Blancs et nuls | 76           | 5.46         |        |        |
| Exprimés       | Exprimés         | Exprimés       | 1 317        | 94.54        |        |        |

### Donges
- Maire sortant : François Cheneau (DVD)
- 29 sièges à pourvoir au conseil municipal (population légale 2017 : 7 961 habitants)
- 4 sièges à pourvoir au conseil communautaire (CA de la Région Nazairienne et de l'Estuaire)

| Tête de liste            | Tête de liste            | Liste                    | Premier tour | Premier tour | Second tour | Second tour | Sièges | Sièges |
| Tête de liste            | Tête de liste            | Liste                    | Voix         | %            | Voix        | %           | CM     | CC     |
| ------------------------ | ------------------------ | ------------------------ | ------------ | ------------ | ----------- | ----------- | ------ | ------ |
|                          | François Cheneau         | DVC                      | 938          | 41,98        | 970         | 48,14       | 22     | 4      |
|                          | Mikaël Delalande         | DVG                      | 434          | 19,42        | 393         | 19,50       | 3      | 0      |
|                          | Jean-Marc Nicollet       | DVD                      | 432          | 19,33        | 321         | 15,93       | 2      | 0      |
|                          | Alain Chazal             | DVG                      | 430          | 19,24        | 331         | 16,43       | 2      | 0      |
|                          |                          |                          |              |              |             |             |        |        |
| Votes exprimés           | Votes exprimés           | Votes exprimés           | 2 234        | 97,30        | 2 015       | 38,45       |        |        |
| Votes blancs             | Votes blancs             | Votes blancs             | 11           | 0,48         | 28          | 1,35        |        |        |
| Votes nuls               | Votes nuls               | Votes nuls               | 51           | 2,22         | 35          | 1,68        |        |        |
| Total                    | Total                    | Total                    | 2 296        | 100          | 2 078       | 100         | 29     | 4      |
| Abstention               | Abstention               | Abstention               | 2 935        | 56,11        | 3 163       | 60,35       |        |        |
| Inscrits / participation | Inscrits / participation | Inscrits / participation | 5 231        | 43,89        | 5 241       | 39,65       |        |        |

### Grandchamp-des-Fontaines
- Maire sortant : François Ouvrard (DVD)
- 29 sièges à pourvoir au conseil municipal (population légale 2017 : 6 016 habitants)
- 4 sièges à pourvoir au conseil communautaire (CC d'Erdre et Gesvres)

| Tête de liste  | Tête de liste    | Liste          | Premier tour | Premier tour | Sièges | Sièges |
| Tête de liste  | Tête de liste    | Liste          | Voix         | %            | CM     | CC     |
| -------------- | ---------------- | -------------- | ------------ | ------------ | ------ | ------ |
|                | François Ouvrard | DVD            | 1 098        | 100          | 29     | 4      |
|                |                  |                |              |              |        |        |
| Inscrits       | Inscrits         | Inscrits       | 4 518        | 100,00       |        |        |
| Abstentions    | Abstentions      | Abstentions    | 3 321        | 73.51        |        |        |
| Votants        | Votants          | Votants        | 1 197        | 26.49        |        |        |
| Blancs et nuls | Blancs et nuls   | Blancs et nuls | 40           | 3.34         |        |        |
| Exprimés       | Exprimés         | Exprimés       | 1 157        | 96.66        |        |        |

### Guémené-Penfao
- Maire sortant : Yannick Bigaud (DVD)
- 29 sièges à pourvoir au conseil municipal (population légale 2017 : 5 200 habitants)
- 4 sièges à pourvoir au conseil communautaire (CA Redon Agglomération)

| Tête de liste  | Tête de liste             | Liste          | Premier tour | Premier tour | Sièges | Sièges |
| Tête de liste  | Tête de liste             | Liste          | Voix         | %            | CM     | CC     |
| -------------- | ------------------------- | -------------- | ------------ | ------------ | ------ | ------ |
|                | Isabelle Barathon-Bazelle | DVC            | 1 430        | 76.79        | 26     | 4      |
|                | Natalie Baer              | DVG            | 432          | 23.2         | 3      | 0      |
|                |                           |                |              |              |        |        |
| Inscrits       | Inscrits                  | Inscrits       | 3 866        | 100,00       |        |        |
| Abstentions    | Abstentions               | Abstentions    | 1 889        | 48.86        |        |        |
| Votants        | Votants                   | Votants        | 1 977        | 51.14        |        |        |
| Blancs et nuls | Blancs et nuls            | Blancs et nuls | 47           | 2.38         |        |        |
| Exprimés       | Exprimés                  | Exprimés       | 1 930        | 97.62        |        |        |

### Guérande
- Maire sortant : Nicolas Criaud  (DVD)
- 33 sièges à pourvoir au conseil municipal (population légale 2017 : 15 873 habitants)
- 10 sièges à pourvoir au conseil communautaire (CA de la Presqu'île de Guérande Atlantique)

| Tête de liste            | Tête de liste               | Liste                    | Premier tour | Premier tour | Second tour | Second tour | Sièges | Sièges |
| Tête de liste            | Tête de liste               | Liste                    | Voix         | %            | Voix        | %           | CM     | CC     |
| ------------------------ | --------------------------- | ------------------------ | ------------ | ------------ | ----------- | ----------- | ------ | ------ |
|                          | Nicolas Criaud              | DVD-LC                   | 2 307        | 42,76        | 2 384       | 47,14       | 25     | 8      |
|                          | François Pageau             | EELV                     | 1 350        | 25,02        | 1 368       | 27,05       | 4      | 1      |
|                          | Charles de Kersabiec        | DVC                      | 1 113        | 20,63        | 937         | 18,53       | 3      | 1      |
|                          | Catherine Monique Bailhache | DVC                      | 624          | 11,56        | 368         | 7,28        | 1      | 0      |
|                          |                             |                          |              |              |             |             |        |        |
| Votes exprimés           | Votes exprimés              | Votes exprimés           | 5 394        | 97,00        | 5 057       | 34,82       |        |        |
| Votes blancs             | Votes blancs                | Votes blancs             | 74           | 1,33         | 52          | 1,00        |        |        |
| Votes nuls               | Votes nuls                  | Votes nuls               | 93           | 1,67         | 68          | 1,31        |        |        |
| Total                    | Total                       | Total                    | 5 561        | 100          | 5 147       | 100         | 33     | 10     |
| Abstention               | Abstention                  | Abstention               | 8 926        | 61,61        | 9 347       | 64,36       |        |        |
| Inscrits / participation | Inscrits / participation    | Inscrits / participation | 14 487       | 38,39        | 14 524      | 35,64       |        |        |

### Haute-Goulaine
- Maire sortant : Marcelle Chapeau (SE)
- 29 sièges à pourvoir au conseil municipal (population légale 2017 : 5 764 habitants)
- 5 sièges à pourvoir au conseil communautaire (CA Clisson Sèvre et Maine Agglo)

| Tête de liste  | Tête de liste              | Liste          | Premier tour | Premier tour | Sièges | Sièges |
| Tête de liste  | Tête de liste              | Liste          | Voix         | %            | CM     | CC     |
| -------------- | -------------------------- | -------------- | ------------ | ------------ | ------ | ------ |
|                | Fabrice Cuchot             | DVD            | 1 214        | 55.89        | 23     | 4      |
|                | Frédérique Morin Bironneau | DVG            | 958          | 44.1         | 6      | 1      |
|                |                            |                |              |              |        |        |
| Inscrits       | Inscrits                   | Inscrits       | 4 865        | 100,00       |        |        |
| Abstentions    | Abstentions                | Abstentions    | 2 646        | 54.39        |        |        |
| Votants        | Votants                    | Votants        | 2 219        | 45.61        |        |        |
| Blancs et nuls | Blancs et nuls             | Blancs et nuls | 23           | 1.04         |        |        |
| Exprimés       | Exprimés                   | Exprimés       | 2 196        | 98.96        |        |        |

### Herbignac
- Maire sortant : Pascal Noël-Racine (DVG)
- 29 sièges à pourvoir au conseil municipal (population légale 2017 : 6 822 habitants)
- 4 sièges à pourvoir au conseil communautaire (CA de la Presqu'île de Guérande Atlantique)

| Tête de liste  | Tête de liste       | Liste          | Premier tour | Premier tour | Sièges | Sièges |
| Tête de liste  | Tête de liste       | Liste          | Voix         | %            | CM     | CC     |
| -------------- | ------------------- | -------------- | ------------ | ------------ | ------ | ------ |
|                | Christelle Chassé   | DVG            | 1 264        | 51.63        | 22     | 3      |
|                | Pierre-Luc Philippe | DVC            | 1 184        | 48.36        | 7      | 1      |
|                |                     |                |              |              |        |        |
| Inscrits       | Inscrits            | Inscrits       | 5 096        | 100,00       |        |        |
| Abstentions    | Abstentions         | Abstentions    | 2 538        | 49.8         |        |        |
| Votants        | Votants             | Votants        | 2 558        | 50.2         |        |        |
| Blancs et nuls | Blancs et nuls      | Blancs et nuls | 47           | 1.84         |        |        |
| Exprimés       | Exprimés            | Exprimés       | 2 511        | 98.16        |        |        |

### Héric
- Maire sortant : Patrice Leray (SE)
- 29 sièges à pourvoir au conseil municipal (population légale 2017 : 6 049 habitants)
- 4 sièges à pourvoir au conseil communautaire (CC d'Erdre et Gesvres)

| Tête de liste  | Tête de liste       | Liste          | Premier tour | Premier tour | Sièges | Sièges |
| Tête de liste  | Tête de liste       | Liste          | Voix         | %            | CM     | CC     |
| -------------- | ------------------- | -------------- | ------------ | ------------ | ------ | ------ |
|                | Jean-Pierre Joutard | DIV            | 1 051        | 54.34        | 23     | 3      |
|                | Olivier Ploquin     | ECO            | 715          | 36.97        | 5      | 1      |
|                | Jean-Charles Milon  | DIV            | 168          | 8.68         | 1      | 0      |
|                |                     |                |              |              |        |        |
| Inscrits       | Inscrits            | Inscrits       | 4 630        | 100,00       |        |        |
| Abstentions    | Abstentions         | Abstentions    | 2 634        | 59.89        |        |        |
| Votants        | Votants             | Votants        | 1 996        | 43.11        |        |        |
| Blancs et nuls | Blancs et nuls      | Blancs et nuls | 35           | 1.75         |        |        |
| Exprimés       | Exprimés            | Exprimés       | 1 961        | 98.25        |        |        |

### La Baule-Escoublac
- Maire sortant : Yves Métaireau (LR)
- 33 sièges à pourvoir au conseil municipal (population légale 2017 : 16 132 habitants)
- 10 sièges à pourvoir au conseil communautaire (CA de la Presqu'île de Guérande Atlantique)

| Tête de liste            | Tête de liste            | Liste                    | Premier tour | Premier tour | Second tour | Second tour | Sièges | Sièges |
| Tête de liste            | Tête de liste            | Liste                    | Voix         | %            | Voix        | %           | CM     | CC     |
| ------------------------ | ------------------------ | ------------------------ | ------------ | ------------ | ----------- | ----------- | ------ | ------ |
|                          | Franck Louvrier          | UD                       | 2 589        | 37,72        | 3 697       | 48,07       | 25     | 8      |
|                          | Jean-Yves Gontier        | LREM                     | 1 847        | 26,91        | 3 213       | 41,78       | 7      | 2      |
|                          | Anne Boyé                | UG                       | 789          | 11,49        | 781         | 10,15       | 1      | 0      |
|                          | Xavier de Zuchowicz      | DVD                      | 999          | 14,55        | Retrait     | Retrait     | 0      | 0      |
|                          | Didier Vernet            | RN                       | 352          | 5,12         |             |             | 0      | 0      |
|                          | Sandrine Josso           | DVC                      | 286          | 4,16         | 0           | 0           |        |        |
|                          |                          |                          |              |              |             |             |        |        |
| Votes exprimés           | Votes exprimés           | Votes exprimés           | 6 862        | 97,54        | 7 691       | 98,33       |        |        |
| Votes blancs             | Votes blancs             | Votes blancs             | 53           | 0,75         | 68          | 0,87        |        |        |
| Votes nuls               | Votes nuls               | Votes nuls               | 120          | 1,71         | 63          | 0,81        |        |        |
| Total                    | Total                    | Total                    | 7 035        | 100          | 7 822       | 100         | 33     | 10     |
| Abstention               | Abstention               | Abstention               | 8 528        | 54,80        | 7 744       | 49,75       |        |        |
| Inscrits / participation | Inscrits / participation | Inscrits / participation | 15 563       | 45,20        | 15 556      | 50,25       |        |        |

### La Chapelle-sur-Erdre
- Maire sortant : Fabrice Roussel (PS)
- 33 sièges à pourvoir au conseil municipal (population légale 2017 : 19 609 habitants)
- 3 sièges à pourvoir au conseil communautaire (Nantes Métropole)

|                |                 |                         |              |              |        |        |
| Tête de liste  | Tête de liste   | Liste                   | Premier tour | Premier tour | Sièges | Sièges |
| Tête de liste  | Tête de liste   | Liste                   | Voix         | %            | CM     | CC     |
|                | Fabrice Roussel | PS-PCF-EELV-LFI (UG)    | 4 252        | 55,69        | 26     | 2      |
|                | Erwan Bouvais   | DVC-LR-MoDem-LREM (UDC) | 3 383        | 44,30        | 7      | 1      |
|                |                 |                         |              |              |        |        |
| Inscrits       | Inscrits        | Inscrits                | 15 834       | 100,00       |        |        |
| Abstentions    | Abstentions     | Abstentions             | 8 049        | 50.83        |        |        |
| Votants        | Votants         | Votants                 | 7 785        | 49.17        |        |        |
| Blancs et nuls | Blancs et nuls  | Blancs et nuls          | 150          | 1.93         |        |        |
| Exprimés       | Exprimés        | Exprimés                | 7 635        | 98.07        |        |        |

### La Chevrolière
- Maire sortant : Johann Boblin (LR)
- 29 sièges à pourvoir au conseil municipal (population légale 2017 : 5 589 habitants)
- 6 sièges à pourvoir au conseil communautaire (CC de Grand Lieu)

| Tête de liste            | Tête de liste            | Liste                    | Premier tour | Premier tour | Sièges | Sièges |
| Tête de liste            | Tête de liste            | Liste                    | Voix         | %            | CM     | CC     |
| ------------------------ | ------------------------ | ------------------------ | ------------ | ------------ | ------ | ------ |
|                          | Johann Boblin            | DVD                      | 1 226        | 100          | 29     | 6      |
|                          |                          |                          |              |              |        |        |
| Votes exprimés           | Votes exprimés           | Votes exprimés           | 1 226        | 86,77        |        |        |
| Votes blancs             | Votes blancs             | Votes blancs             | 94           | 6,65         |        |        |
| Votes nuls               | Votes nuls               | Votes nuls               | 93           | 6,58         |        |        |
| Total                    | Total                    | Total                    | 1 413        | 100          | 29     | 6      |
| Abstention               | Abstention               | Abstention               | 3 071        | 68,49        |        |        |
| Inscrits / participation | Inscrits / participation | Inscrits / participation | 4 484        | 31,51        |        |        |

### La Montagne
- Maire sortant : Pierre Hay (DVG)
- 29 sièges à pourvoir au conseil municipal (population légale 2017 : 6 231 habitants)
- 1 sièges à pourvoir au conseil communautaire (Nantes Métropole)

| Tête de liste            | Tête de liste            | Liste                    | Premier tour | Premier tour | Sièges | Sièges |
| Tête de liste            | Tête de liste            | Liste                    | Voix         | %            | CM     | CC     |
| ------------------------ | ------------------------ | ------------------------ | ------------ | ------------ | ------ | ------ |
|                          | Fabien Gracia            | DVG                      | 1 068        | 55,10        | 23     | 1      |
|                          | Yves Armand              | LREM                     | 466          | 24,04        | 3      | 0      |
|                          | Catherine Gendronneau    | DVG                      | 404          | 20,84        | 3      | 0      |
|                          |                          |                          |              |              |        |        |
| Votes exprimés           | Votes exprimés           | Votes exprimés           | 1 938        | 97,00        |        |        |
| Votes blancs             | Votes blancs             | Votes blancs             | 32           | 1,60         |        |        |
| Votes nuls               | Votes nuls               | Votes nuls               | 28           | 1,40         |        |        |
| Total                    | Total                    | Total                    | 1 998        | 100          | 29     | 1      |
| Abstention               | Abstention               | Abstention               | 2 773        | 58,12        |        |        |
| Inscrits / participation | Inscrits / participation | Inscrits / participation | 4 771        | 41,88        |        |        |

### Le Loroux-Bottereau
- Maire sortant : Paul Corbet (DVG)
- 29 sièges à pourvoir au conseil municipal (population légale 2017 : 8 227 habitants)
- 7 sièges à pourvoir au conseil communautaire (CC Sèvre et Loire)

| Tête de liste            | Tête de liste               | Liste                    | Premier tour | Premier tour | Second tour | Second tour | Sièges | Sièges |
| Tête de liste            | Tête de liste               | Liste                    | Voix         | %            | Voix        | %           | CM     | CC     |
| ------------------------ | --------------------------- | ------------------------ | ------------ | ------------ | ----------- | ----------- | ------ | ------ |
|                          | Emmanuel Rivery             | DVG                      | 1 180        | 47,16        | 1 445       | 55,05       | 23     | 6      |
|                          | Nathalie Meillerais-Pageaud | DVC                      | 1 032        | 41,24        | 1 046       | 39,85       | 6      | 1      |
|                          | Jérome Debuire              | ECO                      | 290          | 11,59        | 134         | 5,10        | 0      | 0      |
|                          |                             |                          |              |              |             |             |        |        |
| Votes exprimés           | Votes exprimés              | Votes exprimés           | 2 502        | 95,50        | 2 625       | 97,80       |        |        |
| Votes blancs             | Votes blancs                | Votes blancs             | 34           | 1,30         | 24          | 0,89        |        |        |
| Votes nuls               | Votes nuls                  | Votes nuls               | 84           | 3,21         | 35          | 1,30        |        |        |
| Total                    | Total                       | Total                    | 2 620        | 100          | 2 684       | 100         | 29     | 7      |
| Abstention               | Abstention                  | Abstention               | 3 381        | 56,34        | 3 335       | 55,41       |        |        |
| Inscrits / participation | Inscrits / participation    | Inscrits / participation | 6 001        | 43,66        | 6 019       | 44,59       |        |        |

### Le Pellerin
- Maire sortant : Patrick Gavouyère (DVD)
- 29 sièges à pourvoir au conseil municipal (population légale 2017 : 5 100 habitants)
- 1 siège à pourvoir au conseil communautaire (Nantes Métropole)

| Tête de liste            | Tête de liste                    | Liste                    | Premier tour | Premier tour | Second tour | Second tour | Sièges | Sièges |
| Tête de liste            | Tête de liste                    | Liste                    | Voix         | %            | Voix        | %           | CM     | CC     |
| ------------------------ | -------------------------------- | ------------------------ | ------------ | ------------ | ----------- | ----------- | ------ | ------ |
|                          | François Brillaud de Laujardière | DVC                      | 660          | 42,52        | 667         | 42,43       | 21     | 1      |
|                          | Sandrine Falot                   | ECO                      | 585          | 37,69        | 664         | 42,24       | 6      | 0      |
|                          | Françoise Paquet                 | DVG                      | 307          | 19,78        | 241         | 15,33       | 2      | 0      |
|                          |                                  |                          |              |              |             |             |        |        |
| Votes exprimés           | Votes exprimés                   | Votes exprimés           | 1 552        | 95,86        | 1 527       | 97,16       |        |        |
| Votes blancs             | Votes blancs                     | Votes blancs             | 36           | 2,22         | 24          | 1,48        |        |        |
| Votes nuls               | Votes nuls                       | Votes nuls               | 31           | 1,91         | 22          | 1,36        |        |        |
| Total                    | Total                            | Total                    | 1 619        | 100          | 1 573       | 100         | 29     | 1      |
| Abstention               | Abstention                       | Abstention               | 2 183        | 57,42        | 2 200       | 57,62       |        |        |
| Inscrits / participation | Inscrits / participation         | Inscrits / participation | 3 802        | 42,58        | 3 818       | 42,38       |        |        |

### Legé
- Maire sortant : Jean-Claude Brisson (DVD)
- 27 sièges à pourvoir au conseil municipal (population légale 2017 : 4 514 habitants)
- 6 sièges à pourvoir au conseil communautaire (CC Sud Retz Atlantique)

| Tête de liste            | Tête de liste            | Liste                    | Premier tour | Premier tour | Sièges | Sièges |
| Tête de liste            | Tête de liste            | Liste                    | Voix         | %            | CM     | CC     |
| ------------------------ | ------------------------ | ------------------------ | ------------ | ------------ | ------ | ------ |
|                          | Thierry Grassineau       | DVD                      | 1 137        | 100          | 27     | 6      |
|                          |                          |                          |              |              |        |        |
| Votes exprimés           | Votes exprimés           | Votes exprimés           | 1 137        | 86,99        |        |        |
| Votes blancs             | Votes blancs             | Votes blancs             | 53           | 4,06         |        |        |
| Votes nuls               | Votes nuls               | Votes nuls               | 117          | 8,95         |        |        |
| Total                    | Total                    | Total                    | 1 307        | 100          | 27     | 6      |
| Abstention               | Abstention               | Abstention               | 1 909        | 59,36        |        |        |
| Inscrits / participation | Inscrits / participation | Inscrits / participation | 3 216        | 40,64        |        |        |

### Les Sorinières
- Maire sortant : Christelle Scuotto (PS)
- 29 sièges à pourvoir au conseil municipal (population légale 2017 : 8 541 habitants)
- 1 sièges à pourvoir au conseil communautaire (Nantes Métropole)

| Tête de liste            | Tête de liste            | Liste                    | Premier tour | Premier tour | Sièges | Sièges |
| Tête de liste            | Tête de liste            | Liste                    | Voix         | %            | CM     | CC     |
| ------------------------ | ------------------------ | ------------------------ | ------------ | ------------ | ------ | ------ |
|                          | Christelle Scuotto       | UG                       | 1 466        | 54,55        | 23     | 1      |
|                          | David Burnaud            | DIV                      | 824          | 30,66        | 4      | 0      |
|                          | Muryel Douaud            | DIV                      | 397          | 14,77        | 2      | 0      |
|                          |                          |                          |              |              |        |        |
| Votes exprimés           | Votes exprimés           | Votes exprimés           | 2 687        | 97,99        |        |        |
| Votes blancs             | Votes blancs             | Votes blancs             | 26           | 0,95         |        |        |
| Votes nuls               | Votes nuls               | Votes nuls               | 29           | 0,46         |        |        |
| Total                    | Total                    | Total                    | 2 742        | 100          | 29     | 1      |
| Abstention               | Abstention               | Abstention               | 3 628        | 56,95        |        |        |
| Inscrits / participation | Inscrits / participation | Inscrits / participation | 6 370        | 43,05        |        |        |

### Ligné
- Maire sortant : Maurice Perrion (UDI)
- 29 sièges à pourvoir au conseil municipal (population légale 2017 : 5 174 habitants)
- 4 sièges à pourvoir au conseil communautaire (CC du Pays d'Ancenis)

| Tête de liste            | Tête de liste            | Liste                    | Premier tour | Premier tour | Sièges | Sièges |
| Tête de liste            | Tête de liste            | Liste                    | Voix         | %            | CM     | CC     |
| ------------------------ | ------------------------ | ------------------------ | ------------ | ------------ | ------ | ------ |
|                          | Maurice Perrion          | DVC                      | 1 124        | 100          | 29     | 4      |
|                          |                          |                          |              |              |        |        |
| Votes exprimés           | Votes exprimés           | Votes exprimés           | 1 124        | 88,43        |        |        |
| Votes blancs             | Votes blancs             | Votes blancs             | 77           | 2,14         |        |        |
| Votes nuls               | Votes nuls               | Votes nuls               | 70           | 1,94         |        |        |
| Total                    | Total                    | Total                    | 1 271        | 100          | 29     | 4      |
| Abstention               | Abstention               | Abstention               | 2 332        | 64,72        |        |        |
| Inscrits / participation | Inscrits / participation | Inscrits / participation | 3603         | 35,28        |        |        |

### Loireauxence
- Maire sortant : Claude Gautier (DVD)
- 33 sièges à pourvoir au conseil municipal (population légale 2017 : 7 522 habitants)
- 6 sièges à pourvoir au conseil communautaire (CC du Pays d'Ancenis)

| Tête de liste            | Tête de liste            | Liste                    | Premier tour | Premier tour | Sièges | Sièges |
| Tête de liste            | Tête de liste            | Liste                    | Voix         | %            | CM     | CC     |
| ------------------------ | ------------------------ | ------------------------ | ------------ | ------------ | ------ | ------ |
|                          | Christine Blanchet       | DIV                      | 2 052        | 74,61        | 29     | 5      |
|                          | Claude Gautier           | DVD                      | 698          | 25,38        | 4      | 1      |
|                          |                          |                          |              |              |        |        |
| Votes exprimés           | Votes exprimés           | Votes exprimés           | 2 750        | 97,28        |        |        |
| Votes blancs             | Votes blancs             | Votes blancs             | 25           | 0,88         |        |        |
| Votes nuls               | Votes nuls               | Votes nuls               | 52           | 1,84         |        |        |
| Total                    | Total                    | Total                    | 2 827        | 100          | 33     | 6      |
| Abstention               | Abstention               | Abstention               | 2 558        | 47,50        |        |        |
| Inscrits / participation | Inscrits / participation | Inscrits / participation | 5 385        | 52,50        |        |        |

### Machecoul-Saint-Même
- Maire sortant : Didier Favreau (DVD)
- 33 sièges à pourvoir au conseil municipal (population légale 2017 : 7 473 habitants)
- 10 sièges à pourvoir au conseil communautaire (CC Sud Retz Atlantique)

| Tête de liste            | Tête de liste            | Liste                    | Premier tour | Premier tour | Second tour | Second tour | Sièges | Sièges |
| Tête de liste            | Tête de liste            | Liste                    | Voix         | %            | Voix        | %           | CM     | CC     |
| ------------------------ | ------------------------ | ------------------------ | ------------ | ------------ | ----------- | ----------- | ------ | ------ |
|                          | Laurent Robin            | DVC                      | 1 036        | 39,25        | 1 491       | 53,16       | 26     | 8      |
|                          | Hervé de Villepin        | DVD                      | 1 036        | 39,25        | 1 314       | 46,84       | 7      | 2      |
|                          | Dominique Pilet          | DVD                      | 345          | 13,07        |             |             |        |        |
|                          | Christian Brethes        | DVC                      | 222          | 8,41         |             |             |        |        |
|                          |                          |                          |              |              |             |             |        |        |
| Votes exprimés           | Votes exprimés           | Votes exprimés           | 2 639        | 96,31        | 2 805       | 96,72       |        |        |
| Votes blancs             | Votes blancs             | Votes blancs             | 28           | 1,02         | 49          | 1,69        |        |        |
| Votes nuls               | Votes nuls               | Votes nuls               | 73           | 2,66         | 46          | 1,59        |        |        |
| Total                    | Total                    | Total                    | 2 740        | 100          | 2 900       | 100         | 33     | 10     |
| Abstention               | Abstention               | Abstention               | 3 162        | 53,58        | 3 024       | 51,05       |        |        |
| Inscrits / participation | Inscrits / participation | Inscrits / participation | 5 902        | 46,42        | 5 924       | 48,95       |        |        |

### Missillac
- Maire sortant : Jean-Louis Mogan (DVD)
- 29 sièges à pourvoir au conseil municipal (population légale 2017 : 5 342 habitants)
- 6 sièges à pourvoir au conseil communautaire (CC du pays de Pont-Château - Saint-Gildas-des-Bois)

| Tête de liste            | Tête de liste            | Liste                    | Premier tour | Premier tour | Sièges | Sièges |
| Tête de liste            | Tête de liste            | Liste                    | Voix         | %            | CM     | CC     |
| ------------------------ | ------------------------ | ------------------------ | ------------ | ------------ | ------ | ------ |
|                          | Jean-Louis Mogan         | DVC                      | 1 004        | 73,55        | 26     | 5      |
|                          | Claudine Guillet         | DVG                      | 361          | 26,44        | 3      | 1      |
|                          |                          |                          |              |              |        |        |
| Votes exprimés           | Votes exprimés           | Votes exprimés           | 1 365        | 97,43        |        |        |
| Votes blancs             | Votes blancs             | Votes blancs             | 19           | 1,36         |        |        |
| Votes nuls               | Votes nuls               | Votes nuls               | 17           | 1,21         |        |        |
| Total                    | Total                    | Total                    | 1 401        | 100          | 29     | 6      |
| Abstention               | Abstention               | Abstention               | 2 373        | 62,88        |        |        |
| Inscrits / participation | Inscrits / participation | Inscrits / participation | 3 774        | 37,12        |        |        |

### Montoir-de-Bretagne
- Maire sortant : Michèle Lemaître (DVG)
- 29 sièges à pourvoir au conseil municipal (population légale 2017 : 7 088 habitants)
- 4 sièges à pourvoir au conseil communautaire (CA de la Région Nazairienne et de l'Estuaire)

| Tête de liste            | Tête de liste            | Liste                    | Premier tour | Premier tour | Second tour | Second tour | Sièges | Sièges |
| Tête de liste            | Tête de liste            | Liste                    | Voix         | %            | Voix        | %           | CM     | CC     |
| ------------------------ | ------------------------ | ------------------------ | ------------ | ------------ | ----------- | ----------- | ------ | ------ |
|                          | Thierry Noguet           | DVC                      | 714          | 36,82        | 1 026       | 57,06       | 23     | 3      |
|                          | Pascal Plissonneau       | DVG                      | 619          | 31,92        | 772         | 42,94       | 6      | 1      |
|                          | Joël Jouand              | DVG                      | 606          | 31,25        |             |             |        |        |
|                          |                          |                          |              |              |             |             |        |        |
| Votes exprimés           | Votes exprimés           | Votes exprimés           | 1 939        | 96,95        | 1 798       | 96,77       |        |        |
| Votes blancs             | Votes blancs             | Votes blancs             | 33           | 1,65         | 22          | 1,18        |        |        |
| Votes nuls               | Votes nuls               | Votes nuls               | 28           | 1,40         | 38          | 2,05        |        |        |
| Total                    | Total                    | Total                    | 2 000        | 100          | 1 858       | 100         | 29     | 4      |
| Abstention               | Abstention               | Abstention               | 2 978        | 59,82        | 3 142       | 62,84       |        |        |
| Inscrits / participation | Inscrits / participation | Inscrits / participation | 4 978        | 40,18        | 5 000       | 37,16       |        |        |

### Nantes
- Maire sortant : Johanna Rolland (PS)
- 69 sièges à pourvoir au conseil municipal (population légale 2017 : 309 346 habitants)
- 48 sièges à pourvoir au conseil communautaire (Nantes Métropole)

| Tête de liste                                                                   | Tête de liste            | Liste                      | Premier tour | Premier tour | Second tour | Second tour | Sièges | Sièges |  |
| Tête de liste                                                                   | Tête de liste            | Liste                      | Voix         | %            | Voix        | %           | CM     | CMP    |  |
| ------------------------------------------------------------------------------- | ------------------------ | -------------------------- | ------------ | ------------ | ----------- | ----------- | ------ | ------ |  |
|                                                                                 | Johanna Rolland          | PS - G.s - PCF - UDB - GDS | 22 713       | 31,36        | 34 107      | 59,67       | 56     | 39     |  |
| Nantes en confiance                                                             |                          |                            | 22 713       | 31,36        | 34 107      | 59,67       | 56     | 39     |  |
|                                                                                 | Julie Laernoes           | EELV - GÉ - PA             | 14 181       | 19,58        | 34 107      | 59,67       | 56     | 39     |  |
| Nantes ensemble                                                                 |                          |                            | 14 181       | 19,58        | 34 107      | 59,67       | 56     | 39     |  |
|                                                                                 | Laurence Garnier         | LR - UDI - LC              | 14 437       | 19,93        | 15 781      | 27,61       | 9      | 6      |  |
| Mieux vivre à Nantes                                                            |                          |                            | 14 437       | 19,93        | 15 781      | 27,61       | 9      | 6      |  |
|                                                                                 | Valérie Oppelt           | LREM - PÉ - MoDem          | 9 418        | 13,00        | 7 267       | 12,71       | 4      | 3      |  |
| Nantes avec vous                                                                |                          |                            | 9 418        | 13,00        | 7 267       | 12,71       | 4      | 3      |  |
|                                                                                 | Margot Medkour           | LFI                        | 6 479        | 8,94         |             |             | 0      | 0      |  |
| Nantes en commun                                                                |                          |                            | 6 479        | 8,94         |             |             | 0      | 0      |  |
|                                                                                 | Éléonore Revel           | RN                         | 3 448        | 4,76         | 0           | 0           |        |        |  |
| Le bon sens pour Nantes                                                         |                          |                            | 3 448        | 4,76         | 0           | 0           |        |        |  |
|                                                                                 | Hugo Sonnier             | UPR                        | 664          | 0,91         | 0           | 0           |        |        |  |
| Nantes en exemple !                                                             |                          |                            | 664          | 0,91         | 0           | 0           |        |        |  |
|                                                                                 | Riwan Chami              | NPA                        | 638          | 0,88         | 0           | 0           |        |        |  |
| Anticapitalistes et révolutionnaires ! Nantes aux travailleuses et travailleurs |                          |                            | 638          | 0,88         | 0           | 0           |        |        |  |
|                                                                                 | Nicolas Bazille          | LO                         | 442          | 0,61         | 0           | 0           |        |        |  |
| Faire entendre le camp des travailleurs                                         |                          |                            | 442          | 0,61         | 0           | 0           |        |        |  |
|                                                                                 |                          |                            |              |              |             |             |        |        |  |
| Votes exprimés                                                                  | Votes exprimés           | Votes exprimés             | 72 420       | 98,17        | 57 155      | 96,70       |        |        |  |
| Votes blancs                                                                    | Votes blancs             | Votes blancs               | 402          | 0,54         | 1 277       | 0,67        |        |        |  |
| Votes nuls                                                                      | Votes nuls               | Votes nuls                 | 946          | 1,28         | 675         | 0,35        |        |        |  |
| Total                                                                           | Total                    | Total                      | 73 768       | 100          | 59 107      | 100         | 69     | 48     |  |
| Abstention                                                                      | Abstention               | Abstention                 | 116 978      | 61,33        | 131 792     | 69,04       |        |        |  |
| Inscrits / participation                                                        | Inscrits / participation | Inscrits / participation   | 190 746      | 38,67        | 190 899     | 30,96       |        |        |  |

### Nort-sur-Erdre
- Maire sortant : Yves Dauvé (PS)
- 29 sièges à pourvoir au conseil municipal (population légale 2017 : 8 763 habitants)
- 6 sièges à pourvoir au conseil communautaire (CC d'Erdre et Gesvres)

| Tête de liste            | Tête de liste            | Liste                    | Premier tour | Premier tour | Sièges | Sièges |
| Tête de liste            | Tête de liste            | Liste                    | Voix         | %            | CM     | CC     |
| ------------------------ | ------------------------ | ------------------------ | ------------ | ------------ | ------ | ------ |
|                          | Yves Dauvé               | DVG                      | 1 950        | 71,14        | 25     | 5      |
|                          | Denys Boquien            | DVD                      | 791          | 28,85        | 4      | 1      |
|                          |                          |                          |              |              |        |        |
| Votes exprimés           | Votes exprimés           | Votes exprimés           | 2 741        | 96,75        |        |        |
| Votes blancs             | Votes blancs             | Votes blancs             | 44           | 1,55         |        |        |
| Votes nuls               | Votes nuls               | Votes nuls               | 48           | 1,69         |        |        |
| Total                    | Total                    | Total                    | 2 833        | 100          | 29     | 6      |
| Abstention               | Abstention               | Abstention               | 3 905        | 57,95        |        |        |
| Inscrits / participation | Inscrits / participation | Inscrits / participation | 6 738        | 42,05        |        |        |

### Orvault
- Maire sortant : Joseph Parpaillon (DVD)
- 35 sièges à pourvoir au conseil municipal (population légale 2017 : 26 355 habitants)
- 4 sièges à pourvoir au conseil communautaire (Nantes Métropole)

| Tête de liste            | Tête de liste            | Liste                    | Premier tour | Premier tour | Second tour | Second tour | Sièges | Sièges |
| Tête de liste            | Tête de liste            | Liste                    | Voix         | %            | Voix        | %           | CM     | CC     |
| ------------------------ | ------------------------ | ------------------------ | ------------ | ------------ | ----------- | ----------- | ------ | ------ |
|                          | Jean-Sébastien Guitton   | DVG                      | 2 853        | 35,23        | 3 566       | 41,75       | 25     | 3      |
|                          | Sébastien Arrouët        | DVC                      | 2 602        | 32,13        | 2 625       | 30,73       | 5      | 1      |
|                          | Monique Maisonneuve      | UC                       | 2 643        | 32,63        | 2 351       | 27,52       | 5      | 0      |
|                          |                          |                          |              |              |             |             |        |        |
| Votes exprimés           | Votes exprimés           | Votes exprimés           | 8 098        | 97,81        | 8 542       | 98,68       |        |        |
| Votes blancs             | Votes blancs             | Votes blancs             | 181          | 2,19         | 114         | 1,32        |        |        |
| Votes nuls               | Votes nuls               | Votes nuls               | 0            | 0            | 0           | 0,00        |        |        |
| Total                    | Total                    | Total                    | 8 279        | 100          | 8 656       | 100         | 35     | 4      |
| Abstention               | Abstention               | Abstention               | 11 853       | 58,88        | 11 519      | 57,10       |        |        |
| Inscrits / participation | Inscrits / participation | Inscrits / participation | 20 132       | 41,12        | 20 175      | 42,90       |        |        |

### Plessé
- Maire sortant : Bernard Lebeau (PS)
- 29 sièges à pourvoir au conseil municipal (population légale 2017 : 5 248 habitants)
- 4 sièges à pourvoir au conseil communautaire (CA Redon Agglomération)

| Tête de liste            | Tête de liste            | Liste                    | Premier tour | Premier tour | Sièges | Sièges |
| Tête de liste            | Tête de liste            | Liste                    | Voix         | %            | CM     | CC     |
| ------------------------ | ------------------------ | ------------------------ | ------------ | ------------ | ------ | ------ |
|                          | Aurélie Mézière          | DVG                      | 923          | 52,26        | 22     | 3      |
|                          | Bernard Lebeau           | DIV                      | 843          | 47,73        | 7      | 1      |
|                          |                          |                          |              |              |        |        |
| Votes exprimés           | Votes exprimés           | Votes exprimés           | 1 766        | 96,16        |        |        |
| Votes blancs             | Votes blancs             | Votes blancs             | 22           | 1,20         |        |        |
| Votes nuls               | Votes nuls               | Votes nuls               | 48           | 2,61         |        |        |
| Total                    | Total                    | Total                    | 1 836        | 100          | 29     | 4      |
| Abstention               | Abstention               | Abstention               | 1 919        | 51,11        |        |        |
| Inscrits / participation | Inscrits / participation | Inscrits / participation | 3 755        | 48,89        |        |        |

### Pontchâteau
- Maire sortant : Danielle Cornet (DVG)
- 33 sièges à pourvoir au conseil municipal (population légale 2017 : 10 684 habitants)
- 11 sièges à pourvoir au conseil communautaire (CC du pays de Pont-Château - Saint-Gildas-des-Bois)

| Tête de liste            | Tête de liste            | Liste                    | Premier tour | Premier tour | Sièges | Sièges |
| Tête de liste            | Tête de liste            | Liste                    | Voix         | %            | CM     | CC     |
| ------------------------ | ------------------------ | ------------------------ | ------------ | ------------ | ------ | ------ |
|                          | Danielle Cornet          | DVG                      | 1 558        | 100          | 33     | 11     |
|                          |                          |                          |              |              |        |        |
| Votes exprimés           | Votes exprimés           | Votes exprimés           | 1 558        | 81,10        |        |        |
| Votes blancs             | Votes blancs             | Votes blancs             | 188          | 9,79         |        |        |
| Votes nuls               | Votes nuls               | Votes nuls               | 175          | 9,11         |        |        |
| Total                    | Total                    | Total                    | 1 921        | 100          | 33     | 11     |
| Abstention               | Abstention               | Abstention               | 5 919        | 75,50        |        |        |
| Inscrits / participation | Inscrits / participation | Inscrits / participation | 7 840        | 24,50        |        |        |

### Pont-Saint-Martin
- Maire sortant : Yannick Fetiveau  (SE)
- 29 sièges à pourvoir au conseil municipal (population légale 2017 : 6 037 habitants)
- 6 sièges à pourvoir au conseil communautaire (CC de Grand Lieu)

| Tête de liste            | Tête de liste            | Liste                    | Premier tour | Premier tour | Sièges | Sièges |
| Tête de liste            | Tête de liste            | Liste                    | Voix         | %            | CM     | CC     |
| ------------------------ | ------------------------ | ------------------------ | ------------ | ------------ | ------ | ------ |
|                          | Yannick Fetiveau         | DIV                      | 1 211        | 100          | 29     | 6      |
|                          |                          |                          |              |              |        |        |
| Votes exprimés           | Votes exprimés           | Votes exprimés           | 1 211        | 86,87        |        |        |
| Votes blancs             | Votes blancs             | Votes blancs             | 115          | 8,25         |        |        |
| Votes nuls               | Votes nuls               | Votes nuls               | 68           | 4,88         |        |        |
| Total                    | Total                    | Total                    | 1 394        | 100          | 29     | 6      |
| Abstention               | Abstention               | Abstention               | 3 480        | 71,40        |        |        |
| Inscrits / participation | Inscrits / participation | Inscrits / participation | 4 874        | 28,60        |        |        |

### Pornic
- Maire sortant : Jean-Michel Brard  (DVD)
- 33 sièges à pourvoir au conseil municipal (population légale 2017 : 15 018 habitants)
- 11 sièges à pourvoir au conseil communautaire (CA Pornic Agglo Pays de Retz)

| Tête de liste            | Tête de liste            | Liste                    | Premier tour | Premier tour | Sièges | Sièges |
| Tête de liste            | Tête de liste            | Liste                    | Voix         | %            | CM     | CC     |
| ------------------------ | ------------------------ | ------------------------ | ------------ | ------------ | ------ | ------ |
|                          | Jean-Michel Brard        | DVD                      | 4 465        | 69,60        | 28     | 10     |
|                          | Antoine Hubert           | DVC                      | 1 950        | 30,39        | 5      | 1      |
|                          |                          |                          |              |              |        |        |
| Votes exprimés           | Votes exprimés           | Votes exprimés           | 6 415        | 97,57        |        |        |
| Votes blancs             | Votes blancs             | Votes blancs             | 65           | 0,99         |        |        |
| Votes nuls               | Votes nuls               | Votes nuls               | 95           | 1,44         |        |        |
| Total                    | Total                    | Total                    | 6 575        | 100          | 33     | 11     |
| Abstention               | Abstention               | Abstention               | 8 340        | 55,92        |        |        |
| Inscrits / participation | Inscrits / participation | Inscrits / participation | 14 915       | 44,08        |        |        |

### Pornichet
- Maire sortant : Jean-Claude Pelleteur (DVD)
- 33 sièges à pourvoir au conseil municipal (population légale 2017 : 10 669 habitants)
- 6 sièges à pourvoir au conseil communautaire (CA de la Région Nazairienne et de l'Estuaire)

| Tête de liste            | Tête de liste            | Liste                    | Premier tour | Premier tour | Sièges | Sièges |
| Tête de liste            | Tête de liste            | Liste                    | Voix         | %            | CM     | CC     |
| ------------------------ | ------------------------ | ------------------------ | ------------ | ------------ | ------ | ------ |
|                          | Jean-Claude Pelleteur    | DVD                      | 2 594        | 58,14        | 27     | 5      |
|                          | Yannick Joubert          | ECO                      | 1 081        | 24,23        | 4      | 1      |
|                          | Robert Belliot           | DVD                      | 421          | 9,43         | 1      | 0      |
|                          | Frédéric Trichet         | DVC                      | 365          | 8,18         | 1      | 0      |
|                          |                          |                          |              |              |        |        |
| Votes exprimés           | Votes exprimés           | Votes exprimés           | 4 461        | 98,37        |        |        |
| Votes blancs             | Votes blancs             | Votes blancs             | 74           | 1,63         |        |        |
| Votes nuls               | Votes nuls               | Votes nuls               | 0            | 0            |        |        |
| Total                    | Total                    | Total                    | 4 535        | 100          | 33     | 6      |
| Abstention               | Abstention               | Abstention               | 5 860        | 56,37        |        |        |
| Inscrits / participation | Inscrits / participation | Inscrits / participation | 10 395       | 43,63        |        |        |

### Rezé
- Maire sortant : Gérard Allard  (PS)
- 43 sièges à pourvoir au conseil municipal (population légale 2017 : 41 411 habitants)
- 6 sièges à pourvoir au conseil communautaire (Nantes Métropole)

| Tête de liste            | Tête de liste            | Liste                    | Premier tour | Premier tour | Second tour | Second tour | Sièges | Sièges |
| Tête de liste            | Tête de liste            | Liste                    | Voix         | %            | Voix        | %           | CM     | CC     |
| ------------------------ | ------------------------ | ------------------------ | ------------ | ------------ | ----------- | ----------- | ------ | ------ |
|                          | Hervé Neau               | DVG                      | 3 728        | 33,71        | 6 057       | 60,62       | 35     | 5      |
|                          | Jean-Michel Soccoja      | EXG                      | 1 065        | 9,63         | 6 057       | 60,62       | 35     | 5      |
|                          | Gérard Allard            | PS                       | 2 231        | 20,17        | 2 271       | 22,73       | 5      | 1      |
|                          | François Nicolas         | EELV                     | 1 304        | 11,79        | 2 271       | 22,73       | 5      | 1      |
|                          | Yannick Louarn           | LREM                     | 1 271        | 11,49        | 1 664       | 16,65       | 3      | 0      |
|                          | Philippe Seillier        | DVC                      | 1 091        | 9,86         |             |             |        |        |
|                          | Éric Buquen              | DVG                      | 368          | 3,32         |             |             |        |        |
|                          |                          |                          |              |              |             |             |        |        |
| Votes exprimés           | Votes exprimés           | Votes exprimés           | 10 741       | 97,13        | 9 992       | 96,99       |        |        |
| Votes blancs             | Votes blancs             | Votes blancs             | 110          | 0,99         | 145         | 1,41        |        |        |
| Votes nuls               | Votes nuls               | Votes nuls               | 207          | 1,87         | 165         | 1,60        |        |        |
| Total                    | Total                    | Total                    | 11 058       | 100          | 10 302      | 100         | 43     | 6      |
| Abstention               | Abstention               | Abstention               | 18 842       | 62,36        | 19 970      | 65,97       |        |        |
| Inscrits / participation | Inscrits / participation | Inscrits / participation | 30 217       | 37,64        | 30 272      | 34,03       |        |        |

### Saint-André-des-Eaux
- Maire sortant : Jérôme Dholland (DVD)
- 29 sièges à pourvoir au conseil municipal (population légale 2017 : 6 473 habitants)
- 3 sièges à pourvoir au conseil communautaire (CA de la Région Nazairienne et de l'Estuaire)

| Tête de liste            | Tête de liste            | Liste                    | Premier tour | Premier tour | Sièges | Sièges |
| Tête de liste            | Tête de liste            | Liste                    | Voix         | %            | CM     | CC     |
| ------------------------ | ------------------------ | ------------------------ | ------------ | ------------ | ------ | ------ |
|                          | Catherine Lungart        | DVC                      | 1 472        | 59,98        | 23     | 2      |
|                          | Jérôme Dholland          | DVC                      | 982          | 40,01        | 6      | 1      |
|                          |                          |                          |              |              |        |        |
| Votes exprimés           | Votes exprimés           | Votes exprimés           | 2 454        | 96,16        |        |        |
| Votes blancs             | Votes blancs             | Votes blancs             | 55           | 2,16         |        |        |
| Votes nuls               | Votes nuls               | Votes nuls               | 43           | 1,68         |        |        |
| Total                    | Total                    | Total                    | 2 552        | 100          | 29     | 3      |
| Abstention               | Abstention               | Abstention               | 2 622        | 50,68        |        |        |
| Inscrits / participation | Inscrits / participation | Inscrits / participation | 5 174        | 49,32        |        |        |

### Saint-Brevin-les-Pins
- Maire sortant : Yannick Morez (DVD)
- 33 sièges à pourvoir au conseil municipal (population légale 2017 : 13 802 habitants)
- 17 sièges à pourvoir au conseil communautaire (CC du Sud Estuaire)

| Tête de liste            | Tête de liste            | Liste                    | Premier tour | Premier tour | Second tour | Second tour | Sièges | Sièges |
| Tête de liste            | Tête de liste            | Liste                    | Voix         | %            | Voix        | %           | CM     | CC     |
| ------------------------ | ------------------------ | ------------------------ | ------------ | ------------ | ----------- | ----------- | ------ | ------ |
|                          | Yannick Morez            | DVC                      | 1 183        | 24,42        | 1 649       | 33,34       | 22     | 12     |
|                          | Benoît Guérin            | LREM                     | 1 207        | 24,91        | 1 557       | 31,48       | 5      | 2      |
|                          | Véronique Rey-Thibault   | UG                       | 1 023        | 21,11        | 1 133       | 22,91       | 4      | 2      |
|                          | Nathalie Le Berre        | DVC                      | 695          | 14,34        | 607         | 12,27       | 2      | 1      |
|                          | Bernard Revel            | DVD                      | 736          | 15,19        | 607         | 12,27       | 2      | 1      |
|                          |                          |                          |              |              |             |             |        |        |
| Votes exprimés           | Votes exprimés           | Votes exprimés           | 4 844        | 95,81        | 4 946       | 97,77       |        |        |
| Votes blancs             | Votes blancs             | Votes blancs             | 74           | 1,46         | 52          | 1,03        |        |        |
| Votes nuls               | Votes nuls               | Votes nuls               | 138          | 2,73         | 61          | 1,21        |        |        |
| Total                    | Total                    | Total                    | 5 056        | 100          | 5 059       | 100         | 33     | 17     |
| Abstention               | Abstention               | Abstention               | 6 419        | 55,94        | 6 409       | 55,89       |        |        |
| Inscrits / participation | Inscrits / participation | Inscrits / participation | 11 475       | 44,06        | 11 468      | 44,11       |        |        |

### Saint-Étienne-de-Montluc
- Maire sortant : Rémy Nicoleau (DVD)
- 29 sièges à pourvoir au conseil municipal (population légale 2017 : 7 129 habitants)
- 7 sièges à pourvoir au conseil communautaire (CC Estuaire et Sillon)

| Tête de liste            | Tête de liste            | Liste                    | Premier tour | Premier tour | Sièges | Sièges |
| Tête de liste            | Tête de liste            | Liste                    | Voix         | %            | CM     | CC     |
| ------------------------ | ------------------------ | ------------------------ | ------------ | ------------ | ------ | ------ |
|                          | Rémy Nicoleau            | DVC                      | 1 527        | 62,86        | 24     | 6      |
|                          | Judith Leray             | EELV                     | 902          | 37,13        | 5      | 1      |
|                          |                          |                          |              |              |        |        |
| Votes exprimés           | Votes exprimés           | Votes exprimés           | 2 429        | 97,00        |        |        |
| Votes blancs             | Votes blancs             | Votes blancs             | 32           | 1,28         |        |        |
| Votes nuls               | Votes nuls               | Votes nuls               | 43           | 1,72         |        |        |
| Total                    | Total                    | Total                    | 2 504        | 100          | 29     | 7      |
| Abstention               | Abstention               | Abstention               | 3 253        | 56,51        |        |        |
| Inscrits / participation | Inscrits / participation | Inscrits / participation | 5 757        | 43,49        |        |        |

### Saint-Herblain
- Maire sortant : Bertrand Affilé (PS)
- 43 sièges à pourvoir au conseil municipal (population légale 2017 : 46 268 habitants)
- 7 sièges à pourvoir au conseil communautaire (Nantes Métropole)

| Tête de liste            | Tête de liste            | Liste                    | Premier tour | Premier tour | Second tour | Second tour | Sièges | Sièges |
| Tête de liste            | Tête de liste            | Liste                    | Voix         | %            | Voix        | %           | CM     | CC     |
| ------------------------ | ------------------------ | ------------------------ | ------------ | ------------ | ----------- | ----------- | ------ | ------ |
|                          | Bertrand Affilé          | UG                       | 4 114        | 43,55        | 3 555       | 43,19       | 31     | 5      |
|                          | Jean-François Tallio     | EELV                     | 2 861        | 30,28        | 2 694       | 32,73       | 7      | 1      |
|                          | Matthieu Annereau        | DVC - PB                 | 2 471        | 26,15        | 1 983       | 24,09       | 5      | 1      |
|                          |                          |                          |              |              |             |             |        |        |
| Votes exprimés           | Votes exprimés           | Votes exprimés           | 9 446        | 95,46        | 8 232       | 97,01       |        |        |
| Votes blancs             | Votes blancs             | Votes blancs             | 249          | 2,52         | 154         | 1,81        |        |        |
| Votes nuls               | Votes nuls               | Votes nuls               | 200          | 2,02         | 100         | 1,18        |        |        |
| Total                    | Total                    | Total                    | 9 895        | 100          | 8 486       | 100         | 43     | 7      |
| Abstention               | Abstention               | Abstention               | 21 560       | 68,54        | 22 993      | 73,04       |        |        |
| Inscrits / participation | Inscrits / participation | Inscrits / participation | 31 455       | 31,46        | 31 479      | 26,96       |        |        |

### Saint-Jean-de-Boiseau
- Maire sortant : Pascal Pras (PS)
- 29 sièges à pourvoir au conseil municipal (population légale 2017 : 5 827 habitants)
- 1 sièges à pourvoir au conseil communautaire (Nantes Métropole)

| Tête de liste            | Tête de liste            | Liste                    | Premier tour | Premier tour | Sièges | Sièges |
| Tête de liste            | Tête de liste            | Liste                    | Voix         | %            | CM     | CC     |
| ------------------------ | ------------------------ | ------------------------ | ------------ | ------------ | ------ | ------ |
|                          | Pascal Pras              | UG                       | 962          | 53,41        | 23     | 1      |
|                          | Frédéric L'Honoré        | ECO                      | 839          | 46,58        | 6      | 0      |
|                          |                          |                          |              |              |        |        |
| Votes exprimés           | Votes exprimés           | Votes exprimés           | 1 801        | 95,19        |        |        |
| Votes blancs             | Votes blancs             | Votes blancs             | 52           | 2,75         |        |        |
| Votes nuls               | Votes nuls               | Votes nuls               | 39           | 2,06         |        |        |
| Total                    | Total                    | Total                    | 1 892        | 100          | 29     | 1      |
| Abstention               | Abstention               | Abstention               | 2 510        | 57,02        |        |        |
| Inscrits / participation | Inscrits / participation | Inscrits / participation | 4 402        | 42,98        |        |        |

### Saint-Julien-de-Concelles
- Maire sortant : Thierry Agasse (DVD)
- 29 sièges à pourvoir au conseil municipal (population légale 2017 : 6 917 habitants)
- 6 sièges à pourvoir au conseil communautaire (CC Sèvre et Loire)

| Tête de liste            | Tête de liste            | Liste                    | Premier tour | Premier tour | Sièges | Sièges |
| Tête de liste            | Tête de liste            | Liste                    | Voix         | %            | CM     | CC     |
| ------------------------ | ------------------------ | ------------------------ | ------------ | ------------ | ------ | ------ |
|                          | Thierry Agasse           | DVD                      | 1 624        | 67,61        | 25     | 5      |
|                          | Thierry Godineau         | DVG                      | 778          | 32,38        | 4      | 1      |
|                          |                          |                          |              |              |        |        |
| Votes exprimés           | Votes exprimés           | Votes exprimés           | 2 402        | 97,68        |        |        |
| Votes blancs             | Votes blancs             | Votes blancs             | 24           | 0,98         |        |        |
| Votes nuls               | Votes nuls               | Votes nuls               | 33           | 1,34         |        |        |
| Total                    | Total                    | Total                    | 2 459        | 100          | 29     | 6      |
| Abstention               | Abstention               | Abstention               | 3 126        | 55,97        |        |        |
| Inscrits / participation | Inscrits / participation | Inscrits / participation | 5 585        | 44,03        |        |        |

### Saint-Nazaire
- Maire sortant : David Samzun (PS)
- 49 sièges à pourvoir au conseil municipal (population légale 2017 : 69 993 habitants)
- 30 sièges à pourvoir au conseil communautaire (CA de la Région Nazairienne et de l'Estuaire)

| Tête de liste                                            | Tête de liste            | Liste                    | Premier tour | Premier tour | Second tour | Second tour | Sièges | Sièges |
| Tête de liste                                            | Tête de liste            | Liste                    | Voix         | %            | Voix        | %           | CM     | CC     |
| -------------------------------------------------------- | ------------------------ | ------------------------ | ------------ | ------------ | ----------- | ----------- | ------ | ------ |
|                                                          | David Samzun             | PS                       | 6 646        | 39,25        | 8 678       | 57,15       | 39     | 24     |
| Pour Saint-Nazaire                                       |                          |                          | 6 646        | 39,25        | 8 678       | 57,15       | 39     | 24     |
|                                                          | Pascale Hameau           | ECO                      | 2 992        | 17,67        | 6 506       | 42,85       | 10     | 6      |
| Saint-Nazaire, solidaire et écologiste                   |                          |                          | 2 992        | 17,67        | 6 506       | 42,85       | 10     | 6      |
|                                                          | Gaëlle Bénizé-Thual      | DVG                      | 2 291        | 13,53        | 6 506       | 42,85       | 10     | 6      |
| Saint-Nazaire ensemble                                   |                          |                          | 2 291        | 13,53        | 6 506       | 42,85       | 10     | 6      |
|                                                          | Gauthier Bouchet         | RN                       | 1 193        | 7,04         |             |             | 0      | 0      |
| Rassemblement national - Union nazairienne               |                          |                          | 1 193        | 7,04         |             |             | 0      | 0      |
|                                                          | Stéphane Gaschignard     | DVD                      | 1 038        | 6,13         | 0           | 0           |        |        |
| Fiers de Saint-Nazaire                                   |                          |                          | 1 038        | 6,13         | 0           | 0           |        |        |
|                                                          | Jean-Michel Texier       | UC-MoDem                 | 939          | 5,54         | 0           | 0           |        |        |
| Saint-Nazaire avec vous                                  |                          |                          | 939          | 5,54         | 0           | 0           |        |        |
|                                                          | Julien Goussot           | DVC-LREM                 | 854          | 5,04         | 0           | 0           |        |        |
| J'EM Saint-Nazaire                                       |                          |                          | 854          | 5,04         | 0           | 0           |        |        |
|                                                          | Denis Lambert            | DVD                      | 604          | 3,56         | 0           | 0           |        |        |
| Saint-Nazaire-sur-Mer                                    |                          |                          | 604          | 3,56         | 0           | 0           |        |        |
|                                                          | Eddy Le Beller           | LO                       | 372          | 2,19         | 0           | 0           |        |        |
| Lutte ouvrière - Faire entendre le camp des travailleurs |                          |                          | 372          | 2,19         | 0           | 0           |        |        |
|                                                          |                          |                          |              |              |             |             |        |        |
| Votes exprimés                                           | Votes exprimés           | Votes exprimés           | 16 929       | 96,92        | 15 184      | 96,36       |        |        |
| Votes blancs                                             | Votes blancs             | Votes blancs             | 165          | 0,94         | 324         | 2,06        |        |        |
| Votes nuls                                               | Votes nuls               | Votes nuls               | 373          | 2,14         | 249         | 1,58        |        |        |
| Total                                                    | Total                    | Total                    | 17 467       | 100          | 15 757      | 100         | 49     | 30     |
| Abstention                                               | Abstention               | Abstention               | 32 698       | 65,18        | 34 460      |             |        |        |
| Inscrits / participation                                 | Inscrits / participation | Inscrits / participation | 50 165       | 34,82        | 50 217      | 31,38       |        |        |

### Saint-Philbert-de-Grand-Lieu
- Maire sortant : Stéphan Beaugé (LR)
- 29 sièges à pourvoir au conseil municipal (population légale 2017 : 8 921 habitants)
- 9 sièges à pourvoir au conseil communautaire (CC de Grand Lieu)

| Tête de liste            | Tête de liste            | Liste                    | Premier tour | Premier tour | Sièges | Sièges |
| Tête de liste            | Tête de liste            | Liste                    | Voix         | %            | CM     | CC     |
| ------------------------ | ------------------------ | ------------------------ | ------------ | ------------ | ------ | ------ |
|                          | Stéphan Beaugé           | DVD                      | 1 765        | 55,66        | 23     | 7      |
|                          | Mathieu Legrand          | DIV                      | 1 406        | 44,33        | 6      | 2      |
|                          |                          |                          |              |              |        |        |
| Votes exprimés           | Votes exprimés           | Votes exprimés           | 3 171        | 97,39        |        |        |
| Votes blancs             | Votes blancs             | Votes blancs             | 34           | 1,04         |        |        |
| Votes nuls               | Votes nuls               | Votes nuls               | 51           | 1,57         |        |        |
| Total                    | Total                    | Total                    | 3 256        | 100          | 29     | 9      |
| Abstention               | Abstention               | Abstention               | 3 488        | 51,72        |        |        |
| Inscrits / participation | Inscrits / participation | Inscrits / participation | 6 744        | 48,28        |        |        |

### Saint-Sébastien-sur-Loire
- Maire sortant : Laurent Turquois (UDI)
- 35 sièges à pourvoir au conseil municipal (population légale 2017 : 26 838 habitants)
- 4 sièges à pourvoir au conseil communautaire (Nantes Métropole)

| Tête de liste            | Tête de liste            | Liste                    | Premier tour | Premier tour | Sièges | Sièges |
| Tête de liste            | Tête de liste            | Liste                    | Voix         | %            | CM     | CC     |
| ------------------------ | ------------------------ | ------------------------ | ------------ | ------------ | ------ | ------ |
|                          | Laurent Turquois         | DVC                      | 4 044        | 55,11        | 28     | 4      |
|                          | Hervé Camus              | DVG                      | 1 425        | 19,41        | 3      | 0      |
|                          | Michel Caillaud          | DVG                      | 1 256        | 17,11        | 3      | 0      |
|                          | Laurent Keunebroek       | DVG                      | 613          | 8,35         | 1      | 0      |
|                          |                          |                          |              |              |        |        |
| Votes exprimés           | Votes exprimés           | Votes exprimés           | 7 338        | 97,55        |        |        |
| Votes blancs             | Votes blancs             | Votes blancs             | 59           | 0,78         |        |        |
| Votes nuls               | Votes nuls               | Votes nuls               | 125          | 1,66         |        |        |
| Total                    | Total                    | Total                    | 7 522        | 100          | 35     | 4      |
| Abstention               | Abstention               | Abstention               | 12 754       | 62,90        |        |        |
| Inscrits / participation | Inscrits / participation | Inscrits / participation | 20 276       | 37,10        |        |        |

### Sainte-Luce-sur-Loire
- Maire sortant : Jean-Guy Alix (DVD)
- 33 sièges à pourvoir au conseil municipal (population légale 2017 : 15 360 habitants)
- 2 sièges à pourvoir au conseil communautaire (Nantes Métropole)

| Tête de liste            | Tête de liste            | Liste                    | Premier tour | Premier tour | Second tour | Second tour | Sièges | Sièges |
| Tête de liste            | Tête de liste            | Liste                    | Voix         | %            | Voix        | %           | CM     | CC     |
| ------------------------ | ------------------------ | ------------------------ | ------------ | ------------ | ----------- | ----------- | ------ | ------ |
|                          | Anthony Descloziers      | DVG                      | 1 877        | 40,83        | 2 563       | 53,19       | 26     | 2      |
|                          | Jean-Guy Alix            | DVC                      | 1 860        | 40,46        | 2 256       | 46,81       | 7      | 0      |
|                          | Jean-Paul Misler         | DVC                      | 859          | 18,69        |             |             |        |        |
|                          |                          |                          |              |              |             |             |        |        |
| Votes exprimés           | Votes exprimés           | Votes exprimés           | 4 596        | 97,79        | 4 819       | 98,05       |        |        |
| Votes blancs             | Votes blancs             | Votes blancs             | 31           | 0,66         | 61          | 1,24        |        |        |
| Votes nuls               | Votes nuls               | Votes nuls               | 73           | 1,55         | 25          | 0,71        |        |        |
| Total                    | Total                    | Total                    | 4 700        | 100          | 4 905       | 100         | 33     | 2      |
| Abstention               | Abstention               | Abstention               | 6 132        | 56,61        | 5 975       | 54,87       |        |        |
| Inscrits / participation | Inscrits / participation | Inscrits / participation | 10 832       | 43,39        | 10 890      | 45,13       |        |        |

### Sainte-Pazanne
- Maire sortant : Bernard Morilleau (DVG)
- 29 sièges à pourvoir au conseil municipal (population légale 2017 : 6 774 habitants)
- 4 sièges à pourvoir au conseil communautaire (CA Pornic Agglo Pays de Retz)

| Tête de liste            | Tête de liste            | Liste                    | Premier tour | Premier tour | Sièges | Sièges |
| Tête de liste            | Tête de liste            | Liste                    | Voix         | %            | CM     | CC     |
| ------------------------ | ------------------------ | ------------------------ | ------------ | ------------ | ------ | ------ |
|                          | Bernard Morilleau        | DVG                      | 1 378        | 63,56        | 24     | 3      |
|                          | Laurent Masson           | DVC                      | 790          | 36,43        | 5      | 1      |
|                          |                          |                          |              |              |        |        |
| Votes exprimés           | Votes exprimés           | Votes exprimés           | 2 168        | 96,01        |        |        |
| Votes blancs             | Votes blancs             | Votes blancs             | 44           | 1,95         |        |        |
| Votes nuls               | Votes nuls               | Votes nuls               | 46           | 2,04         |        |        |
| Total                    | Total                    | Total                    | 2 258        | 100          | 29     | 4      |
| Abstention               | Abstention               | Abstention               | 2 701        | 54,47        |        |        |
| Inscrits / participation | Inscrits / participation | Inscrits / participation | 4 959        | 43,53        |        |        |

### Sautron
- Maire sortant : Marie-Cécile Gessant (DVD)
- 29 sièges à pourvoir au conseil municipal (population légale 2017 : 8 192 habitants)
- 1 sièges à pourvoir au conseil communautaire (Nantes Métropole)

| Tête de liste            | Tête de liste            | Liste                    | Premier tour | Premier tour | Sièges | Sièges |
| Tête de liste            | Tête de liste            | Liste                    | Voix         | %            | CM     | CC     |
| ------------------------ | ------------------------ | ------------------------ | ------------ | ------------ | ------ | ------ |
|                          | Marie-Cécile Gessant     | DVC                      | 1 800        | 75,88        | 26     | 1      |
|                          | Fabrice Even             | DVG                      | 572          | 24,11        | 3      | 0      |
|                          |                          |                          |              |              |        |        |
| Votes exprimés           | Votes exprimés           | Votes exprimés           | 2 372        | 96,07        |        |        |
| Votes blancs             | Votes blancs             | Votes blancs             | 52           | 2,11         |        |        |
| Votes nuls               | Votes nuls               | Votes nuls               | 45           | 1,82         |        |        |
| Total                    | Total                    | Total                    | 2 372        | 100          | 29     | 1      |
| Abstention               | Abstention               | Abstention               | 3 926        | 61,39        |        |        |
| Inscrits / participation | Inscrits / participation | Inscrits / participation | 6 395        | 38,61        |        |        |

### Savenay
- Maire sortant : André Klein (DVD)
- 29 sièges à pourvoir au conseil municipal (population légale 2017 : 8 679 habitants)
- 8 sièges à pourvoir au conseil communautaire (CC Estuaire et Sillon)

| Tête de liste                       | Tête de liste            | Liste                    | Premier tour | Premier tour | Sièges | Sièges |
| Tête de liste                       | Tête de liste            | Liste                    | Voix         | %            | CM     | CC     |
| ----------------------------------- | ------------------------ | ------------------------ | ------------ | ------------ | ------ | ------ |
|                                     | Michel Mezard            | DVC                      | 1 437        | 53,55        | 23     | 6      |
| Savenay active et solidaire         |                          |                          | 1 437        | 53,55        | 23     | 6      |
|                                     | Janick Tatard            | DVG                      | 649          | 24,18        | 3      | 1      |
| Savenay autrement                   |                          |                          | 649          | 24,18        | 3      | 1      |
|                                     | Stéphanie Hallien-Lanio  | DVC                      | 597          | 22,25        | 3      | 1      |
| Naturellement ensemble pour Savenay |                          |                          | 597          | 22,25        | 3      | 1      |
|                                     |                          |                          |              |              |        |        |
| Votes exprimés                      | Votes exprimés           | Votes exprimés           | 2 683        | 98,03        |        |        |
| Votes blancs                        | Votes blancs             | Votes blancs             | 22           | 0,80         |        |        |
| Votes nuls                          | Votes nuls               | Votes nuls               | 32           | 1,17         |        |        |
| Total                               | Total                    | Total                    | 2 737        | 100          | 29     | 8      |
| Abstention                          | Abstention               | Abstention               | 3 730        | 57,68        |        |        |
| Inscrits / participation            | Inscrits / participation | Inscrits / participation | 6 467        | 42,32        |        |        |

### Sucé-sur-Erdre
- Maire sortant : Jean-Louis Roger (UDI)
- 29 sièges à pourvoir au conseil municipal (population légale 2017 : 7 023 habitants)
- 5 sièges à pourvoir au conseil communautaire (CC d'Erdre et Gesvres)

| Tête de liste            | Tête de liste            | Liste                    | Premier tour | Premier tour | Sièges | Sièges |
| Tête de liste            | Tête de liste            | Liste                    | Voix         | %            | CM     | CC     |
| ------------------------ | ------------------------ | ------------------------ | ------------ | ------------ | ------ | ------ |
|                          | Jean-Louis Roger         | DVC                      | 1 711        | 61,79        | 24     | 4      |
|                          | Christine Chevalier      | DVG                      | 1 058        | 38,20        | 5      | 1      |
|                          |                          |                          |              |              |        |        |
| Votes exprimés           | Votes exprimés           | Votes exprimés           | 2 769        | 97,88        |        |        |
| Votes blancs             | Votes blancs             | Votes blancs             | 23           | 0,81         |        |        |
| Votes nuls               | Votes nuls               | Votes nuls               | 37           | 1,31         |        |        |
| Total                    | Total                    | Total                    | 2 769        | 100          | 29     | 5      |
| Abstention               | Abstention               | Abstention               | 3 261        | 53,55        |        |        |
| Inscrits / participation | Inscrits / participation | Inscrits / participation | 6 090        | 46,45        |        |        |

### Thouaré-sur-Loire
- Maire sortant : Serge Mounier (DVD)
- 33 sièges à pourvoir au conseil municipal (population légale 2017 : 10 025 habitants)
- 1 sièges à pourvoir au conseil communautaire (Nantes Métropole)

| Tête de liste            | Tête de liste            | Liste                    | Premier tour | Premier tour | Second tour | Second tour | Sièges | Sièges |
| Tête de liste            | Tête de liste            | Liste                    | Voix         | %            | Voix        | %           | CM     | CC     |
| ------------------------ | ------------------------ | ------------------------ | ------------ | ------------ | ----------- | ----------- | ------ | ------ |
|                          | Martine Oger             | DVG                      | 1 238        | 40,76        | 1 662       | 51,71       | 25     | 1      |
|                          | Isabelle Grousseau       | DVC                      | 1 267        | 41,71        | 1 552       | 48,29       | 8      | 0      |
|                          | Patrice Gallard          | DVC                      | 532          | 17,51        |             |             |        |        |
|                          |                          |                          |              |              |             |             |        |        |
| Votes exprimés           | Votes exprimés           | Votes exprimés           | 3 037        | 96,69        | 3 214       | 97,31       |        |        |
| Votes blancs             | Votes blancs             | Votes blancs             | 43           | 1,37         | 37          | 1,12        |        |        |
| Votes nuls               | Votes nuls               | Votes nuls               | 61           | 1,94         | 52          | 1,57        |        |        |
| Total                    | Total                    | Total                    | 3 141        | 100          | 3 303       | 100         | 33     | 1      |
| Abstention               | Abstention               | Abstention               | 4 331        | 57,96        | 4 183       | 55,88       |        |        |
| Inscrits / participation | Inscrits / participation | Inscrits / participation | 7 472        | 42,04        | 7 486       | 44,12       |        |        |

### Treillières
- Maire sortant : Alain Royer (DVD)
- 29 sièges à pourvoir au conseil municipal (population légale 2017 : 9 219 habitants)
- 6 sièges à pourvoir au conseil communautaire (CC d'Erdre et Gesvres)

| Tête de liste            | Tête de liste            | Liste                    | Premier tour | Premier tour | Sièges | Sièges |
| Tête de liste            | Tête de liste            | Liste                    | Voix         | %            | CM     | CC     |
| ------------------------ | ------------------------ | ------------------------ | ------------ | ------------ | ------ | ------ |
|                          | Alain Royer              | DVD                      | 1 835        | 55,52        | 23     | 5      |
|                          | Emmanuel Renoux          | DIV                      | 1 470        | 44,47        | 6      | 1      |
|                          |                          |                          |              |              |        |        |
| Votes exprimés           | Votes exprimés           | Votes exprimés           | 3 305        | 97,09        |        |        |
| Votes blancs             | Votes blancs             | Votes blancs             | 48           | 1,41         |        |        |
| Votes nuls               | Votes nuls               | Votes nuls               | 51           | 1,50         |        |        |
| Total                    | Total                    | Total                    | 3 404        | 100          | 29     | 6      |
| Abstention               | Abstention               | Abstention               | 4 029        | 54,20        |        |        |
| Inscrits / participation | Inscrits / participation | Inscrits / participation | 7 433        | 45,80        |        |        |

### Trignac
- Maire sortant : Claude Aufort (PS)
- 29 sièges à pourvoir au conseil municipal (population légale 2017 : 7 868 habitants)
- 5 sièges à pourvoir au conseil communautaire (CA de la Région Nazairienne et de l'Estuaire)

| Tête de liste            | Tête de liste            | Liste                    | Premier tour | Premier tour | Second tour | Second tour | Sièges | Sièges |
| Tête de liste            | Tête de liste            | Liste                    | Voix         | %            | Voix        | %           | CM     | CC     |
| ------------------------ | ------------------------ | ------------------------ | ------------ | ------------ | ----------- | ----------- | ------ | ------ |
|                          | Claude Aufort            | DVG                      | 1 013        | 45,69        | 956         | 46,96       | 22     | 4      |
|                          | David Pelon              | DVD                      | 527          | 23,77        | 616         | 30,17       | 4      | 1      |
|                          | Michel Conanec           | DVG                      | 408          | 18,40        | 295         | 14,45       | 2      | 0      |
|                          | Alain Desmars            | DVG                      | 269          | 12,13        | 172         | 8,42        | 1      | 0      |
|                          |                          |                          |              |              |             |             |        |        |
| Votes exprimés           | Votes exprimés           | Votes exprimés           | 2 217        | 97,49        | 2 042       | 98,27       |        |        |
| Votes blancs             | Votes blancs             | Votes blancs             | 15           | 0,66         | 21          | 1,01        |        |        |
| Votes nuls               | Votes nuls               | Votes nuls               | 42           | 1,85         | 15          | 0,72        |        |        |
| Total                    | Total                    | Total                    | 2 217        | 100          | 2 078       | 100         | 29     | 5      |
| Abstention               | Abstention               | Abstention               | 3 253        | 58,86        | 3 454       | 62,44       |        |        |
| Inscrits / participation | Inscrits / participation | Inscrits / participation | 5 527        | 41,14        | 5 532       | 37,56       |        |        |

### Vallet
- Maire sortant : Jérôme Marchais (LR)
- 29 sièges à pourvoir au conseil municipal (population légale 2017 : 9 015 habitants)
- 8 sièges à pourvoir au conseil communautaire (CC Sèvre et Loire)

| Tête de liste            | Tête de liste            | Liste                    | Premier tour | Premier tour | Sièges | Sièges |
| Tête de liste            | Tête de liste            | Liste                    | Voix         | %            | CM     | CC     |
| ------------------------ | ------------------------ | ------------------------ | ------------ | ------------ | ------ | ------ |
|                          | Jérôme Marchais          | DVC                      | 2 033        | 64,23        | 25     | 7      |
|                          | Manuel Gaulthier         | DVG                      | 766          | 24,20        | 3      | 1      |
|                          | Ludovic Buzone           | DIV                      | 366          | 11,56        | 1      | 0      |
|                          |                          |                          |              |              |        |        |
| Votes exprimés           | Votes exprimés           | Votes exprimés           | 3 165        | 96,97        |        |        |
| Votes blancs             | Votes blancs             | Votes blancs             | 34           | 1,04         |        |        |
| Votes nuls               | Votes nuls               | Votes nuls               | 65           | 1,99         |        |        |
| Total                    | Total                    | Total                    | 3 264        | 100          | 29     | 8      |
| Abstention               | Abstention               | Abstention               | 3 520        | 51,89        |        |        |
| Inscrits / participation | Inscrits / participation | Inscrits / participation | 6 784        | 48,11        |        |        |

### Vallons-de-l'Erdre
- Maire sortant : Jean-Yves Ploteau (PS)
- 33 sièges à pourvoir au conseil municipal (population légale 2017 : 6 556 habitants)
- 6 sièges à pourvoir au conseil communautaire (CC du Pays d'Ancenis)

| Tête de liste            | Tête de liste            | Liste                    | Premier tour | Premier tour | Sièges | Sièges |
| Tête de liste            | Tête de liste            | Liste                    | Voix         | %            | CM     | CC     |
| ------------------------ | ------------------------ | ------------------------ | ------------ | ------------ | ------ | ------ |
|                          | Jean-Yves Ploteau        | DIV                      | 1 185        | 100          | 33     | 6      |
|                          |                          |                          |              |              |        |        |
| Votes exprimés           | Votes exprimés           | Votes exprimés           | 1 185        | 75,05        |        |        |
| Votes blancs             | Votes blancs             | Votes blancs             | 103          | 6,52         |        |        |
| Votes nuls               | Votes nuls               | Votes nuls               | 291          | 18,43        |        |        |
| Total                    | Total                    | Total                    | 1 579        | 100          | 33     | 6      |
| Abstention               | Abstention               | Abstention               | 3 229        | 67,16        |        |        |
| Inscrits / participation | Inscrits / participation | Inscrits / participation | 4 808        | 32,84        |        |        |

### Vertou
- Maire sortant : Rodolphe Amailland (LR)
- 35 sièges à pourvoir au conseil municipal (population légale 2017 : 24 219 habitants)
- 3 sièges à pourvoir au conseil communautaire (Nantes Métropole)

| Tête de liste            | Tête de liste            | Liste                    | Premier tour | Premier tour | Sièges | Sièges |
| Tête de liste            | Tête de liste            | Liste                    | Voix         | %            | CM     | CC     |
| ------------------------ | ------------------------ | ------------------------ | ------------ | ------------ | ------ | ------ |
|                          | Rodolphe Amailland       | DVD                      | 3 998        | 54,63        | 28     | 3      |
|                          | Delphine Coat-Prou       | UG                       | 1 839        | 25,12        | 4      | 0      |
|                          | Jessy Robert             | UC                       | 1 176        | 16,06        | 3      | 0      |
|                          | Patrick Dubreil          | DVG                      | 305          | 4,16         | 0      | 0      |
|                          |                          |                          |              |              |        |        |
| Votes exprimés           | Votes exprimés           | Votes exprimés           | 7 318        | 97,76        |        |        |
| Votes blancs             | Votes blancs             | Votes blancs             | 42           | 0,56         |        |        |
| Votes nuls               | Votes nuls               | Votes nuls               | 126          | 1,68         |        |        |
| Total                    | Total                    | Total                    | 7 486        | 100          | 35     | 3      |
| Abstention               | Abstention               | Abstention               | 11 984       | 61,55        |        |        |
| Inscrits / participation | Inscrits / participation | Inscrits / participation | 19 470       | 38,45        |        |        |

### Vigneux-de-Bretagne
- Maire sortant : Joseph Bezier (DVD)
- 29 sièges à pourvoir au conseil municipal (population légale 2017 : 6 030 habitants)
- 4 sièges à pourvoir au conseil communautaire (CC d'Erdre et Gesvres)

| Tête de liste            | Tête de liste            | Liste                    | Premier tour | Premier tour | Sièges | Sièges |
| Tête de liste            | Tête de liste            | Liste                    | Voix         | %            | CM     | CC     |
| ------------------------ | ------------------------ | ------------------------ | ------------ | ------------ | ------ | ------ |
|                          | Vincent Plassard         | DVD                      | 940          | 52,86        | 22     | 3      |
|                          | Didier Darrouzes         | DIV                      | 838          | 47,13        | 7      | 1      |
|                          |                          |                          |              |              |        |        |
| Votes exprimés           | Votes exprimés           | Votes exprimés           | 1 778        | 85,56        |        |        |
| Votes blancs             | Votes blancs             | Votes blancs             | 33           | 1,59         |        |        |
| Votes nuls               | Votes nuls               | Votes nuls               | 267          | 12,85        |        |        |
| Total                    | Total                    | Total                    | 2 078        | 100          | 29     | 4      |
| Abstention               | Abstention               | Abstention               | 2 541        | 55,01        |        |        |
| Inscrits / participation | Inscrits / participation | Inscrits / participation | 4 619        | 44,99        |        |        |